# Siedlung Eisenheim
Die Siedlung Eisenheim in Oberhausen gilt als die älteste Arbeitersiedlung des Ruhrgebiets und eine der ältesten erhaltenen Arbeitersiedlungen in Deutschland. Eisenheim ist die erste deutsche Arbeitersiedlung, die unter Denkmalschutz gestellt wurde.

Eisenheimer Straße vor 1910

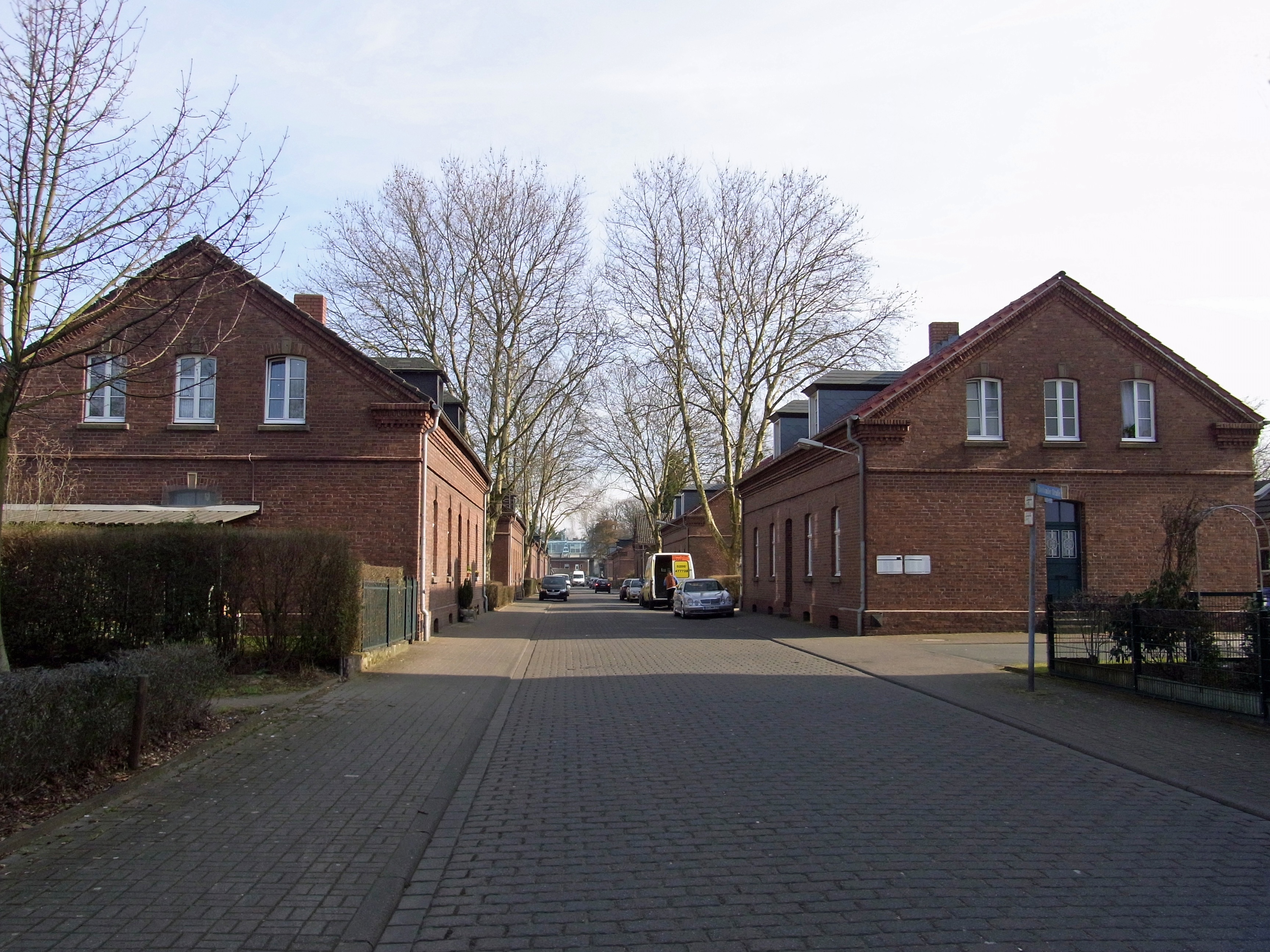
Eisenheimer Straße 2010

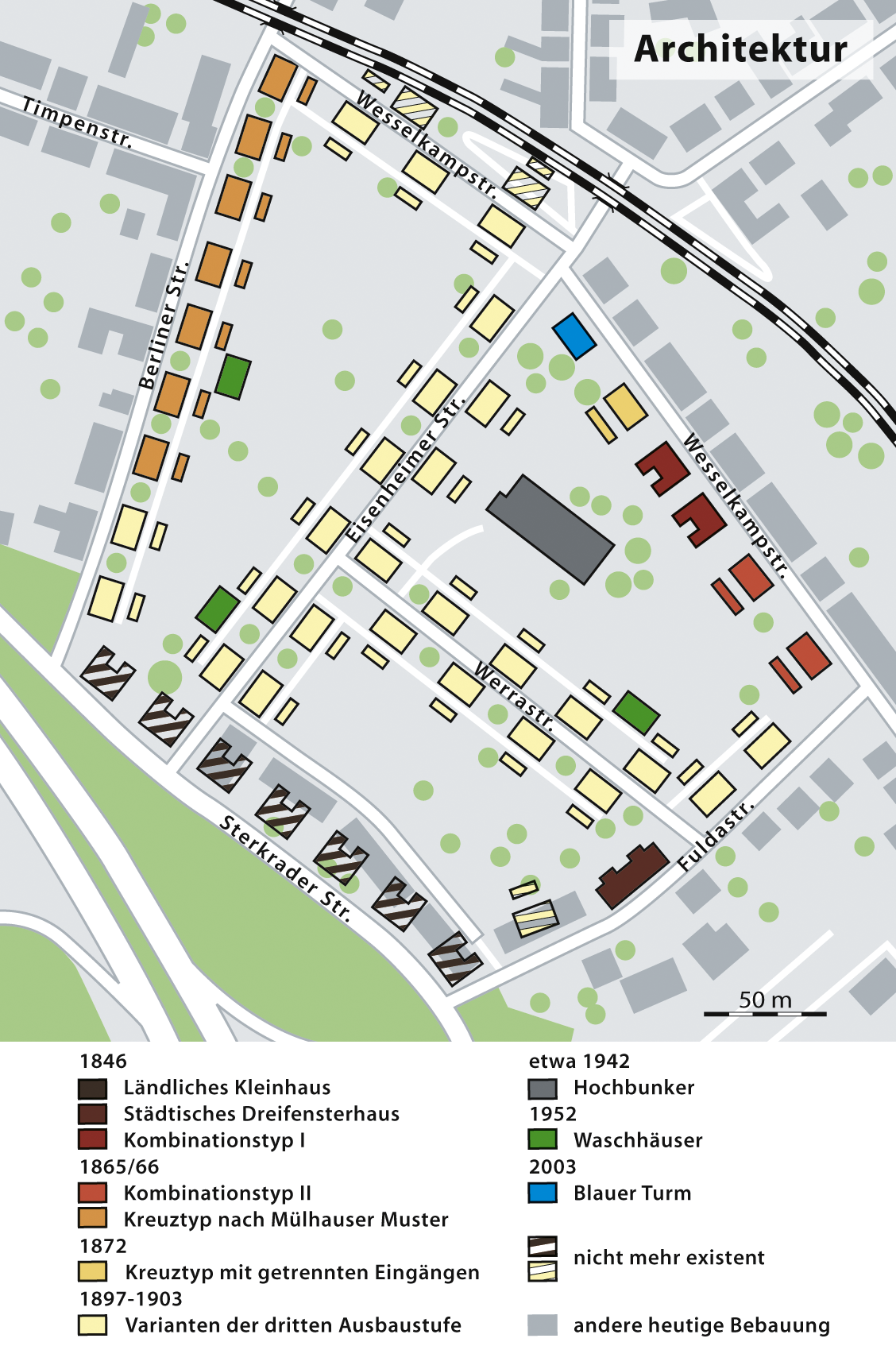
Karte mit Hervorhebung der einzelnen Haustypen

Die ersten Häuser auf dem rund sieben Hektar großen Areal entstanden 1846, errichtet von der späteren Gutehoffnungshütte (GHH), zunächst für ihre Hüttenarbeiter. Erst ab der zweiten Ausbaustufe kamen nach 1865 auch Bergleute der Zeche Osterfeld hinzu. Um 1900 lebten etwa 1200 Menschen in 51 anderthalb- und zweigeschossigen Häusern.
Nach teilweisen Zerstörungen im Zweiten Weltkrieg entstanden Pläne, die „hässlichen Altbauten“ abzureißen, die Siedlung komplett durch Neubauten zu ersetzen und so die „Koloniezeit auszulöschen“. Die gewachsenen Sozialstrukturen innerhalb der Siedlung wurden dabei nicht berücksichtigt. Der Widerstand der Anwohner wurde Anfang der 1970er-Jahre durch eine Bielefelder Studentengruppe unter Leitung von Roland Günter unterstützt. Es kam zur Gründung der ersten Arbeiterinitiative im Ruhrgebiet, die Vorbild und Ansporn vieler weiterer solcher Initiativen in der Region werden sollte. Nach langem Kampf konnten die verbleibenden 38 Häuser vor dem Abriss bewahrt und 1972 unter Denkmalschutz gestellt werden. Die soziologischen Studien, die in diesem Zusammenhang erstellt wurden, zählen zu den „Klassikern der Sozialwissenschaft der Siebziger Jahre“ und waren entscheidend am „Paradigmenwechsel hin zu einer stärker auf die sozialen Auswirkungen von Architektur und Städteplanung ausgerichteten Öffentlichkeit“ beteiligt.
Die Siedlung hat mit dem Museum Eisenheim in der Berliner Straße eine Außenstelle des LVR-Industriemuseums Oberhausen. Über das Projekt „Sprechende Straßen – sprechende Baudenkmäler“ kann bei einem Spaziergang durch die Siedlung deren Geschichte und die ihrer Bewohner nachvollzogen werden.
Heute ist die Siedlung, die auch durch die mehrteilige WDR-Fernsehserie Die Helden von Eisenheim bekannt wurde, ein Teil der Route der Industriekultur.

## Geschichte

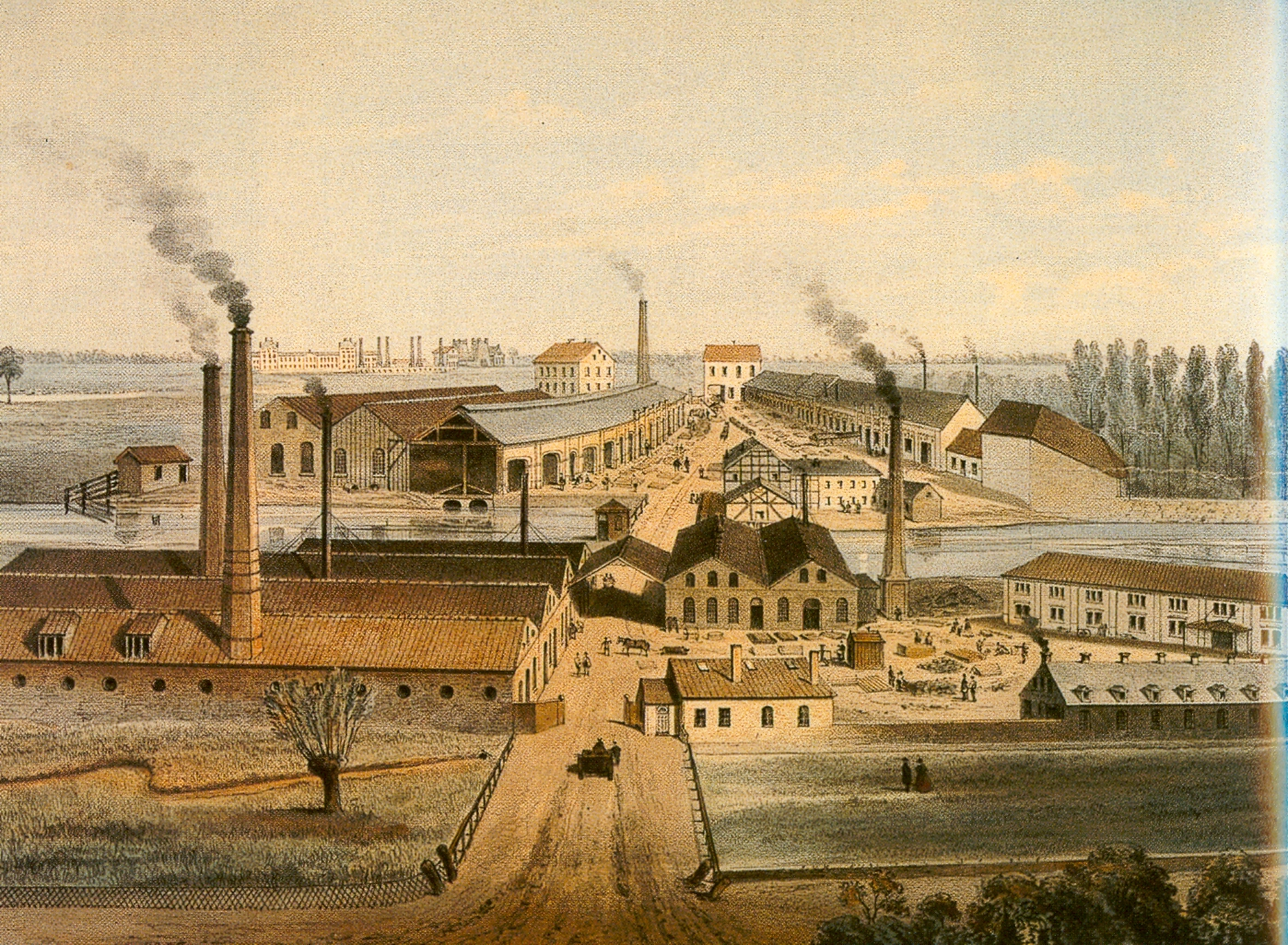
Puddlingswerk, Hochofen und Steinkohleberggruben Oberhausen um 1860. Die „Alte Walz“ im Vordergrund

Werkswohnungsbau, der zunächst auf staatliche Initiativen zurückging, fand in Deutschland bereits im 18. Jahrhundert statt, zuerst für Landarbeiter und später für Bergarbeiter. Das erste Beispiel für einen privatwirtschaftlichen Wohnungsbau war ein dreistöckiger Arbeiterwohntrakt bei der Textilfabrik Cromford in Ratingen.
Der Anstoß für die Gründung Eisenheims war die einsetzende Eisenbahnkonjunktur am Ende der 1830er-Jahre. Die Hüttengewerkschaft Jacobi, Haniel & Huyssen (JHH), die Vorläuferin der Gutehoffnungshütte (GHH), verlagerte ihren Produktionsschwerpunkt von der Erzeugung von Roheisen auf die Verarbeitung des Eisens und produzierte die ersten Schienen der Region. Für die neuen, aus dem Ausland eingeführten Produktionsverfahren wurden auch ausländische Fachkräfte benötigt. Der Hüttendirektor der JHH Hermann Wilhelm Lueg hatte die Idee, fremde Meister nicht nur abzuwerben, sondern ihnen auch attraktive Ansiedlungsmöglichkeiten zu bieten.
Die JHH hatte bereits seit den 1820er-Jahren Werkswohnungsbau rund um Sterkrade betrieben, aber Eisenheim galt zum Ende des 20. Jahrhunderts als der älteste erhaltene Siedlungskomplex im Ruhrgebiet. Er spiegelt mit seiner sechzigjährigen Entstehungszeit von 1846 bis 1903 anhand der verschiedenen Gebäudetypen die Baugeschichte des Siedlungsbaus im Ruhrgebiet auf einzigartige Weise wider.

### Erste Ausbauphase 1846

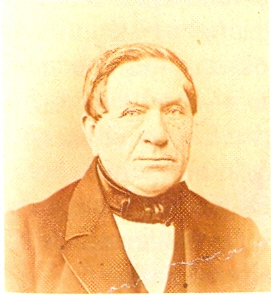
Hermann Wilhelm Lueg: Der Gründer Eisenheims

Am 27. Februar 1830 bekundete Lueg im Zusammenhang mit dem Ausbau des Walzwerkes: „Da hierdurch den sehr vermehrten Fabrikarbeitern die Wohnungen mangeln, so wollen wir ein großes Wohngebäude für mehrere Arbeiterfamilien erbauen lassen.“ Wo dies genau geschehen sollte, stand noch nicht fest. 1834 verhandelte er mit dem Bürgermeister von Holten über den Bau von 15 Arbeiterwohnungen, deren Bau aber wegen eines Konjunktureinbruches nicht zustande kamen.
Am 8. Februar 1844 erwarb Lueg vom Bauern Theodor Rübbekamp 27 Morgen, 139 Ruten und 60 Fuß Land auf den Gemarkungen Ravelkamp und Wesselkamp zum Preis von 2350 Talern. Der Standort lag an der Provinzialstraße von Mülheim an der Ruhr nach Dorsten, die damals gerade als Kunststraße ausgebaut wurde. Sie verband die Hütte Gute Hoffnung in Sterkrade mit dem Puddlings- und Walzwerk an der Emscher. Die Grundstücke lagen auf leicht sumpfigem, häufig überschwemmtem Ackerland, weitab von den damaligen Fabriken und anderen Wohngebieten. Neben den günstigen Grundstückspreisen war auch die geplante Ansiedlung von Fremden und Ausländern für die Wahl des abgelegenen Standorts verantwortlich, da dieser Umstand von der ansässigen ländlichen Bevölkerung mit Misstrauen betrachtet wurde.
Die Grundbucheintragung zog sich nach dem Kauf des Landes noch zwei Jahre hin, da die gutsherrliche Genehmigung fehlte. Der Bauantrag an die erst 1841 gebildete Gemeinde Osterfeld wurde von dieser zurückgewiesen.

„Ihrem Antrag auf Hausbauerlaubnis in der Gemeinde Osterfeld habe ich nach gesetzlicher Vorschrift der Gemeinde-Versammlung vorgelegt. Dieselbe findet Bedenken, ihrerseits den Bau zuzugeben, indem sie befürchtet, daß das Gebäude von vielen Fremden bewohnt werde und solche in Krankheits- und Verarmungsfällen der kleinen Gemeinde zu unerschwinglichen Last gereichen würden. Sie will jedoch die Einwilligung nicht versagen, wenn die Gewerkschaft [also die JHH] für solche Fälle legale Sicherheit bestellt.“

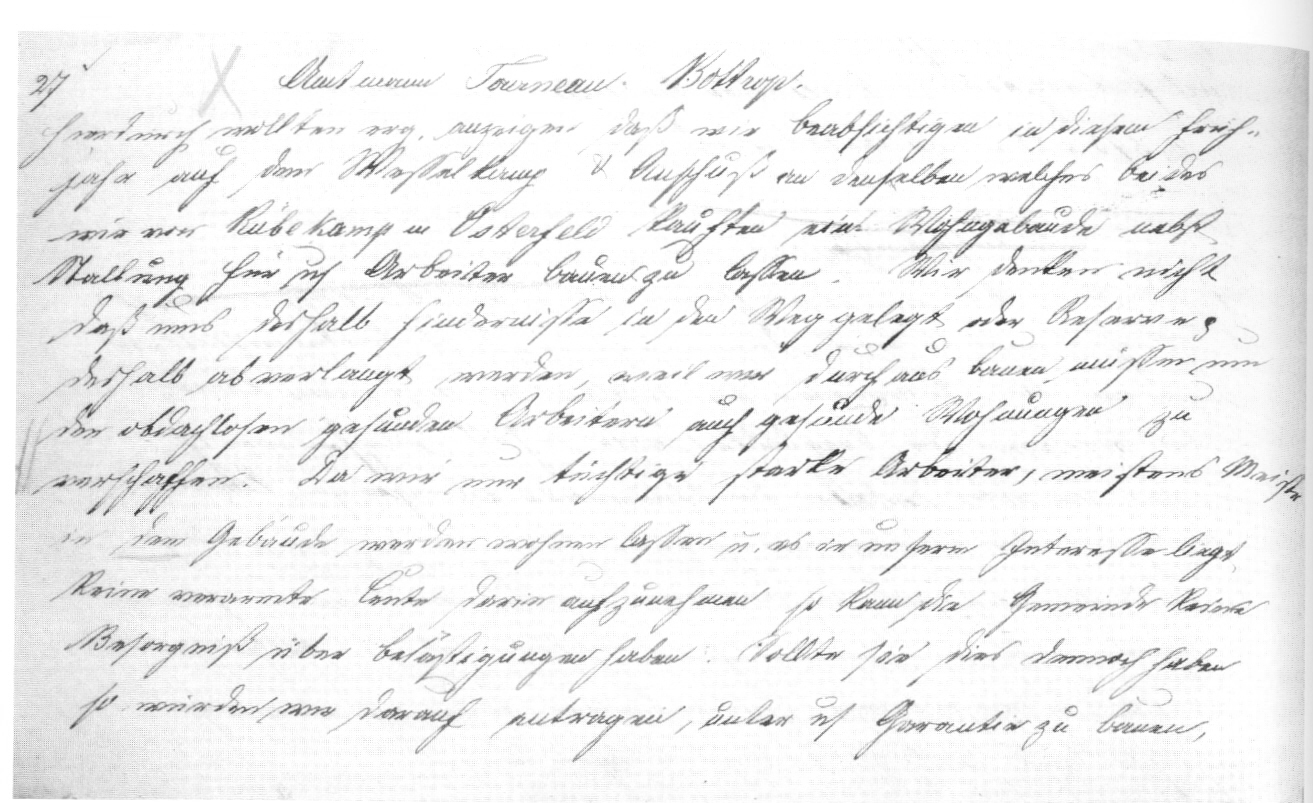
Abschrift des Bauantrags vom 27. Februar 1846

Unter Einschaltung des Ministeriums des Inneren der Bezirksregierung in Münster und des Landrats erwirkte Lueg eine vorläufige Baugenehmigung. Am 6. April meldete der Ortsvorsteher, dass die Bauarbeiten begonnen hatten, am 28. August teilte die JHH mit, dass in 14 Tagen sieben Häuser fertiggestellt sein würden und sie den Antrag stelle, die Siedlung „Eisenheim“ zu nennen.

„[…] bitten wir sehr, […] daß nämlich das kleine Dorf, welches wir in der Gemeinde Osterfeld auf dem Acker zu Wesselkamp zu bilden begonnen haben, den Namen „Eisenheim“ erhalte.

Es ist nicht unsere Absicht, daß die Kolonie eine besondere Gemeinde bilde, sondern es mag dieselbe immerhin eine Bauernschaft oder Abteilung der Gemeinde Osterfeld bleiben.

Einen besonderen Namen wünschen wir nur, um bei geschäftlichen Mitteilungen der zukünftigen Einwohner dieser Kolonie schneller übersehen zu können, daß es die Kolonie betrifft.

Da in Zukunft vielleicht 50 Familien dort wohnen werden, verdient diese Niederlassung wohl einen besonderen Namen.

Das nächste Dorf, Osterfeld, in deren Gemeinde der Baugrund liegt, ist eine halbe Stunde davon entfernt und auch keine Verbindung mit Häusern vorhanden.
Ohne daß ein offizieller Name gegeben wird, würden zukünftig die Leute Namen erfinden, um den Ort näher zu bezeichnen, denn Osterfeld kann einmal nicht gesagt werden, und könnte zu Irrungen und Wirrungen Anlaß geben.

Wir bitten also, den Namen ‚Eisenheim‘ zu befürworten und empfehlen uns ganz ergebenst.“

Tourneau entsprach dem Antrag wieder nicht und verwies an die Regierung. Als die ersten Mieter bereits eingezogen waren, stimmte die königliche Regierung in Münster am 6. Januar 1847 der Namensgebung und dem Bauantrag nachträglich zu.

„Der Gewerkschaft der Gute-Hoffnungs-Hütte zu Sterkrath [sic] ist mit höherer Genehmigung die Erlaubnis erteilt worden, dem von ihr angekauften und bebauten Grundstück in der Gemeinde Osterfeld, Kreis Recklinghausen, dem sogenannten Weselkamp, groß 32 Morgen und gelegen in der Dorfbauernschaft, Flur 1 Nr. 385/315, den Namen ‚Eisenheim‘ beizulegen.“

Die Probleme mit der sozialen Lastenverteilung durch solche Ansiedlungen wurde erst im Jahr 1876 durch das preußische Ansiedlungsgesetz geklärt, welches die Frage des Unterstützungsrisikos zugunsten der Gemeinden regelte.
Der englische Reisende Thomas Collins Banfield beschrieb Eisenheim – die Meisterhäuser an der Provinzialstraße – im Sommer 1846 folgendermaßen:

„Unterwegs führte uns unser Gastgeber an einigen Siedlungshäusern (cottages) vorbei, welche die Gesellschaft nach einem ansprechenden Plan für die Arbeiter hatte bauen lassen. Die Häuser, von denen nur eine Reihe gebaut worden war, obwohl man ein großes Rechteck geplant hatte, standen zu zweit zusammen, in Gärten, die sie von der Provinzialstraße trennten. Zwischen jeder Zweiergruppe stand eine Pumpe, die von den Häusern benutzt wurde; dazwischen führte jeweils ein Weg zum Land hinter den Häusern. Dieses Land sollte in Streifen von der Größe eines preußischen Morgens zu jedem Haus gehören.“

Bedingt durch die Diskussion um die Sozialfolgekosten änderte Lueg in seinen Anträgen mehrmals den Typ und die Eigentumseigenschaften der geplanten Häuser. Zunächst kündigte er ein Wohnhaus „für tüchtige Meister und Arbeiter rechter Art“ an. Dann beantragte er im März 1846 den „Bau kasernenartiger Wohnungen“. Zunächst hatte Lueg geplant, die Häuser an die Nutzer auf der Basis eines Prämienhaussystems, wie es im saarländischen Bergbau üblich war, zu verkaufen. Die Darlehensprämien sollten direkt vom Lohn abgezogen werden. Dann entschied er sich aber doch für eine Überlassung auf Mietbasis. Konsequenterweise wurden auch die beiden Mietskasernenhäuser errichtet.

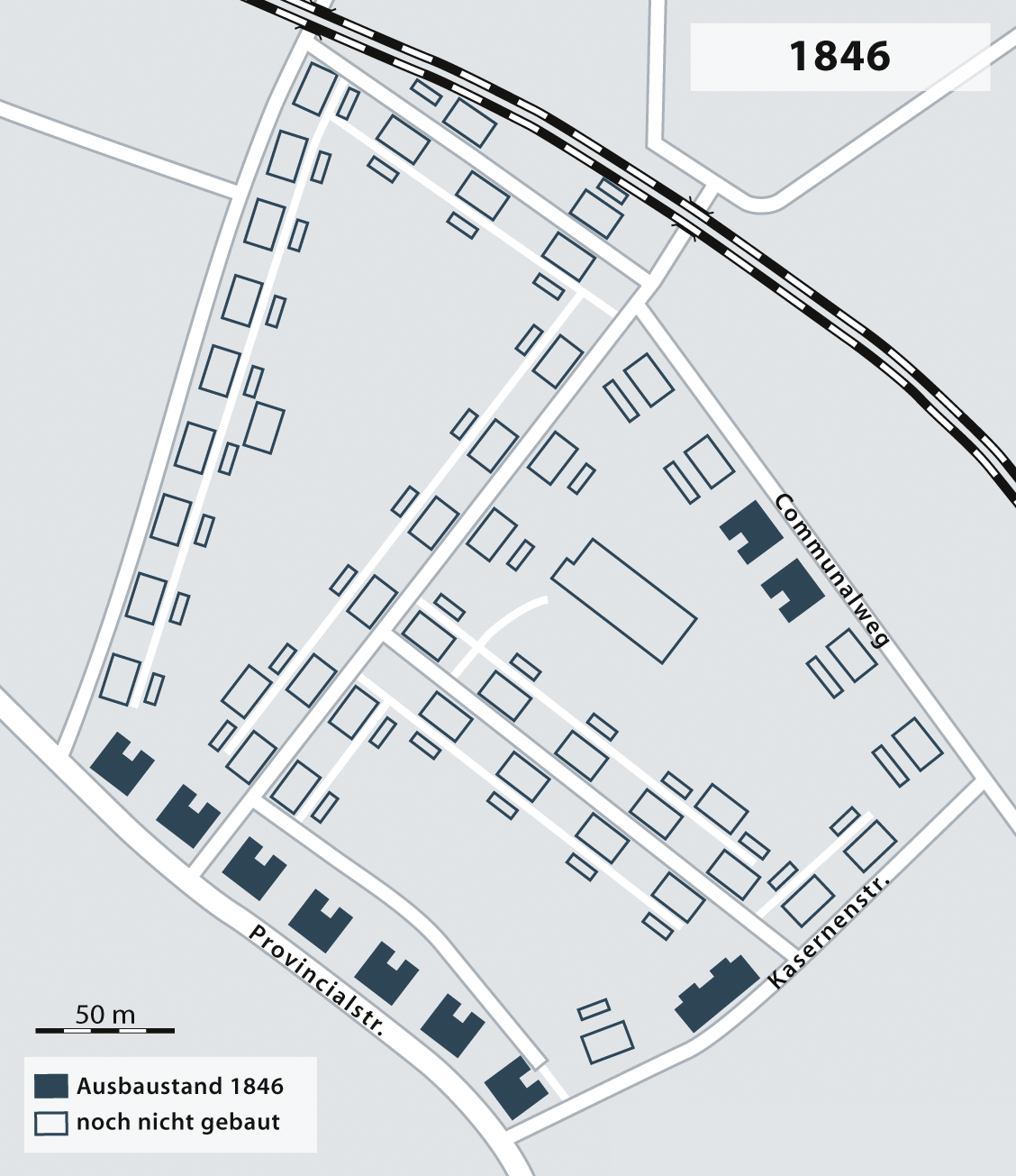
Ausbaustand 1846

Zuletzt entstanden insgesamt elf Wohngebäude: Zunächst im Frühjahr 1846 sieben Meisterhäuser entlang der Provinzialstraße (heute Sterkrader Straße), im Spätsommer und Herbst folgten das Doppelhaus in der Kasernenstraße (heute Fuldastraße Nr. 5–7) und zwei zweistöckige Siedlungshäuser am Communalweg (heute Wesselkampstraße Nr. 27/29 und 31/33).
1848 lebten rund 128 Personen in 30 Familien in der Siedlung. Sie stammten aus dem Saarland, der Pfalz, dem Bergischen Land und den preußischen Ostprovinzen sowie dem benachbarten Ausland, einige kamen auch aus der Nachbarschaft. Es handelte sich vorwiegend um Katholiken. Die Bewohner waren dabei nicht nur Meister, sondern auch Vor- und Facharbeiter, einfache Arbeiter und Tagelöhner. Die meisten arbeiteten in der eine halbe Stunde Fußmarsch entfernten, an der – damals noch weiter südlich fließenden – Emscher gelegenen „Alten Walz“.

### Zweite Ausbaustufe 1865/66

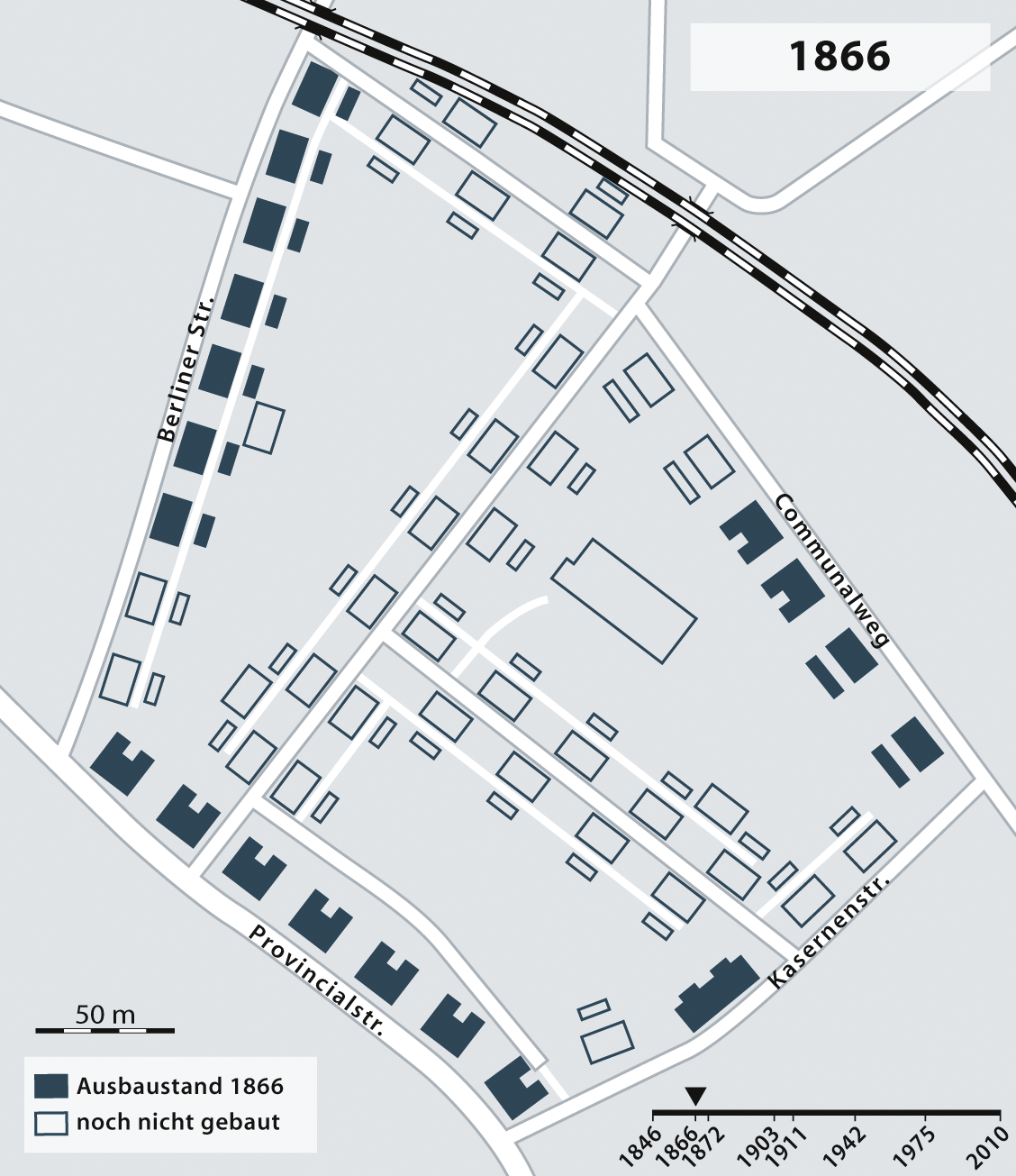
Ausbaustand 1866

Die zweite Ausbaustufe war verbunden mit einem lang anhaltenden Konjunkturaufschwung. Von 1842 bis 1865 war die Belegschaft der Hüttengewerkschaft von 2000 auf fast 5000 gestiegen. Die 1873 gebildete Gutehoffnungshütte AG (GHH) konnte durch die Verhüttung einheimischer Erze mit Koks auf der Friedrich Wilhelms-Hütte in Mülheim wieder in die Roheisenproduktion einsteigen. Es entstanden sowohl die Eisenhütte I als auch das Walzwerk Neu-Oberhausen. Die Entwicklung steigerte sich zum Gründerboom.
Ab 1865 entstanden zehn weitere Wohngebäude, sieben in der Berliner Straße (Nr. 8, 10, 12, 14, 16, 18, 20) und zwei in der Wesselkampstraße (Nr. 19/21 und 23/25).

### Dritte Ausbauphase 1872

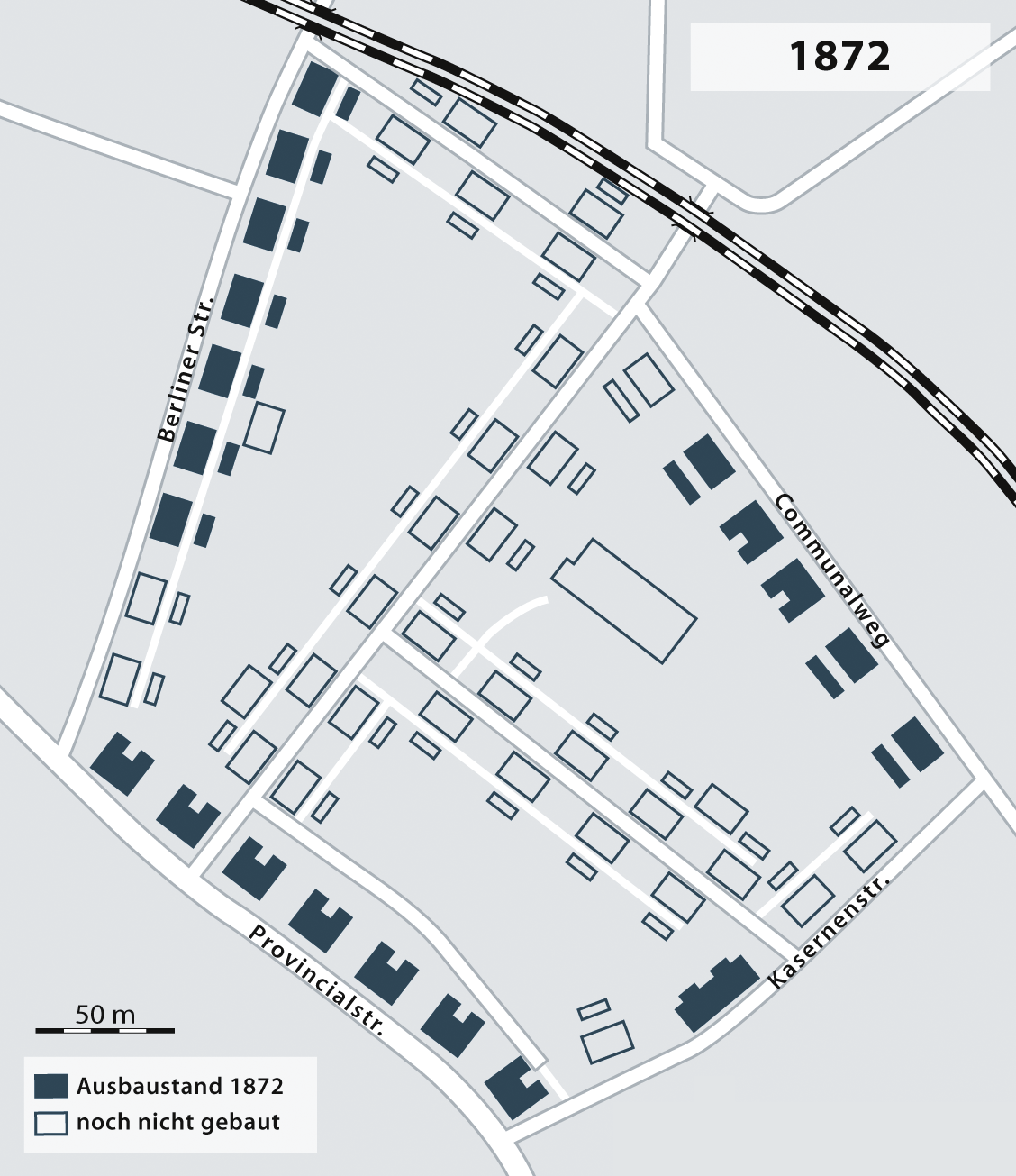
Ausbaustand 1872

Das im Jahr 1872 errichtete einzelne Siedlungshaus (Wesselkampstraße Nr. 35) stellt eine revolutionäre Neuerung dar. Es gibt keine früheren Belege für diesen Typ, so dass anzunehmen ist, dass er von einem unbekannten Planer in der GHH entwickelt wurde. Der Kreuzgrundriss wurde dahingehend modifiziert, dass die Wohnungen und ihre Eingänge an die jeweiligen Hausseiten verlegt wurden. So hatte jede der vier Familien auch im Außenbereich ihren eigenen privaten Bereich und konnte sich fast der Illusion hingeben, in einem eigenen Haus zu wohnen.
Dass in dieser Phase nur ein Haus errichtet wurde, spiegelt aber auch den Gründerkrach von 1873 wider. Die GHH reagierte mit der Entlassung von 1/3 der Beschäftigten. Der Ausbau der Siedlung wurde zunächst gestoppt. Die Siedlung bestand jetzt aus 21 Wohngebäuden. Die Zahl der Haushaltungen hatte sich mit 66 in etwa verdoppelt, die Einwohnerzahl aber nahezu vervierfacht. Es lebten jetzt 224 männliche und 194 weibliche Personen in der Siedlung.

### Vierte Ausbaustufe ab 1897

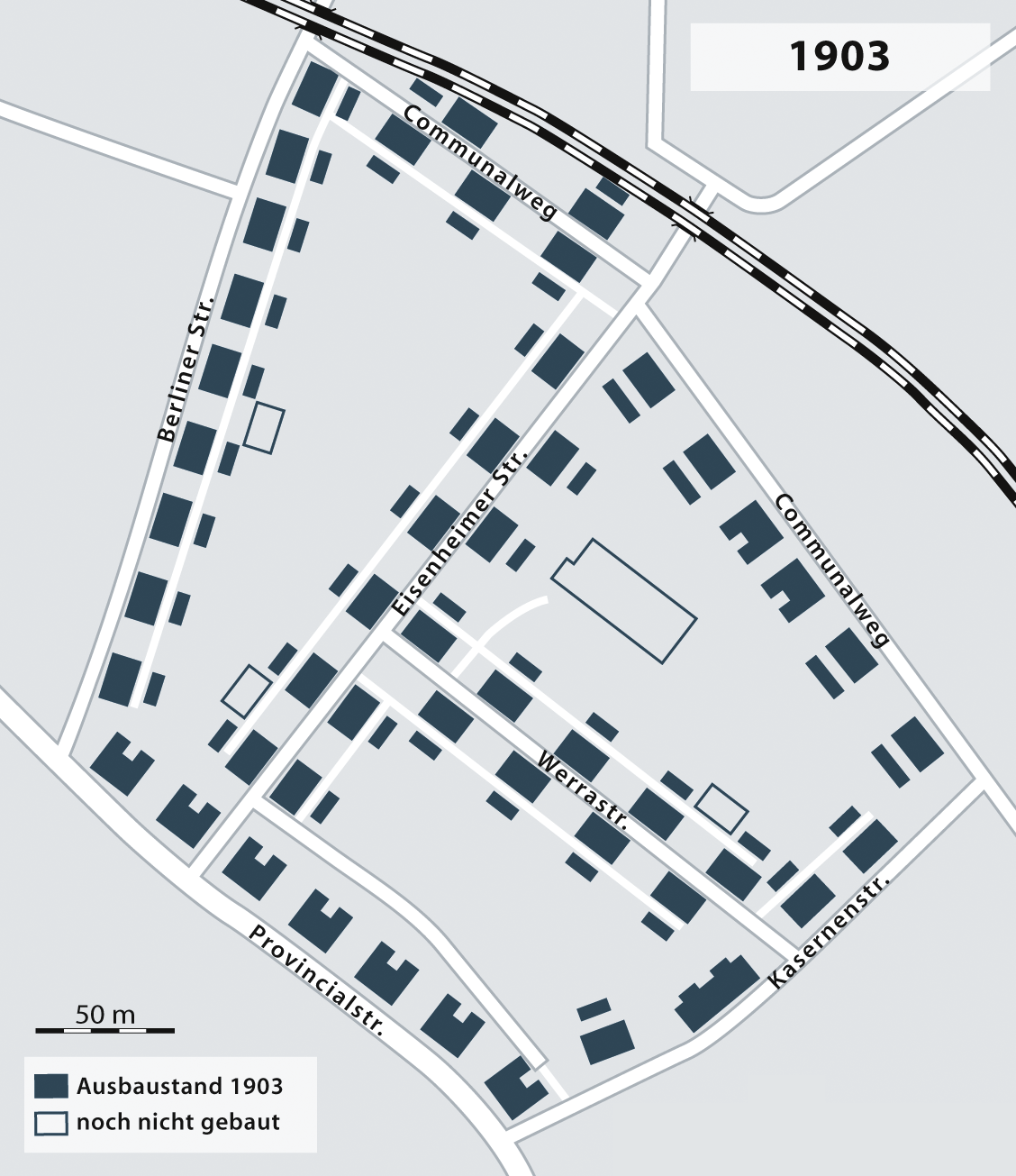
Ausbaustand 1903

Die vierte Ausbaustufe war geprägt von der Bergbaukonjunktur. Die Nordwanderung des Abbaus war bereits über die Emscher vorgerückt. Die GHH teufte, neben ihrer bereits bestehenden zwei Zechen Oberhausen und Osterfeld, drei weitere Zechen im Raum Oberhausen ab. Die Anzahl der bei der GHH beschäftigten Bergleute verdoppelte sich in der Zeit des Ausbaus auf 9000, bei einer Gesamtbelegschaft der GHH von 18000 Mitarbeitern. Ein großer Teil der Beschäftigten kam aus den preußischen Ostprovinzen und aus Polen. Die sozialen Folgen dieses rasanten Bevölkerungswachstums waren verheerend. Die Konzerne nahmen den Werkswohnungsbau wieder in Angriff. Allein die GHH baute vierzehn neue Siedlungen mit zum Teil mehr als 100 Häusern, dies reichte aber nur für eine Minderheit von fünf bis sechs Prozent der Beschäftigten. Die Hauptfunktion des Werkswohnungsbaus lag darin, eine schmale Schicht von Stammarbeitern an das jeweilige Werk zu binden.
In den neuen Wohneinheiten in Eisenheim wurden ausschließlich Bergarbeiter der Zeche Osterfeld angesiedelt, darunter auch viele Polen, was zu Einsprüchen der „alteingesessenen“ Eisenheimern führte: So schrieb ein Meister, man habe sich „im Laufe der Jahre einen ruhigen und behaglichen Aufenthalt geschaffen“, den man durch den Zuzug „fremder Zechenarbeiter“ bedroht sah.
Bedingt durch die Engpässe am Wohnungsmarkt und die niedrigen Löhne kam es zu einer Überbelegung der Wohnsiedlungen. Teilweise wohnten fünf statt vier Familien in einem Siedlungshaus. Hinzu kam das Kost- und Quartiergängerwesen. Das heißt, einzelne, junge, ledige Bergleute nutzen dieselbe Schlafstatt – abgestimmt auf ihre Arbeitszeiten – schichtweise. Bei einer Revision wurden in einer Wohnung acht Kostgänger festgestellt, der Durchschnitt in einer Untersuchung für den Kreis Recklinghausen betrug 2,4 pro Wohnung. Die Nennzahl von 186 in Eisenheim vorhandenen Haushaltungen dürfte also wohl ebenfalls übertroffen worden sein.

Wesselkampstraße vor 1910

Unter dem Begriff Eisenheim II entstanden insgesamt 30 Mietshäuser. Zuerst wurden die vorhandenen Lücken gefüllt: Kasernenstraße (Fuldastraße Nr. 3, 9, 11), Communalweg (Wesselkampstraße Nr. 37, 39, 41, 43) und Berliner Straße (Nr. 4, 6). Entsprechend den ursprünglichen Planungen Hermann Luegs wurden die Koloniestraße und die Eisenheimerstraße als Verbindungsstraßen innerhalb der Siedlung angelegt. Dadurch wurden auch die Wegstrecke zur nördlich gelegenen Vestischen Straße verkürzt, wo sich mittlerweile ein gut erreichbares Geschäftsviertel entwickelt hatte. Im Jahr 1898 entstanden entlang der Nordseite der neuen Koloniestraße weitere Häuser (Werrastraße Nr. 2, 4, 6, 10) und an der Werkbahn der Zeche Osterfeld ein weiteres Haus gegenüber dem Haus Wesselkampstraße 43.
Im selben Jahr wurde die Straßenbahnlinie 1 eröffnet, die auf der Provinzialstraße – an den Meisterhäusern vorbei – nach Sterkrade führte. Im Jahr 1901 erhielten die Häuser der Siedlung Hausnummern und in die Meisterhäuser an der Provinzialstraße wurden Gasleitungen verlegt. Die Siedlung erhielt eine Straßenbeleuchtung mit Gaslicht.

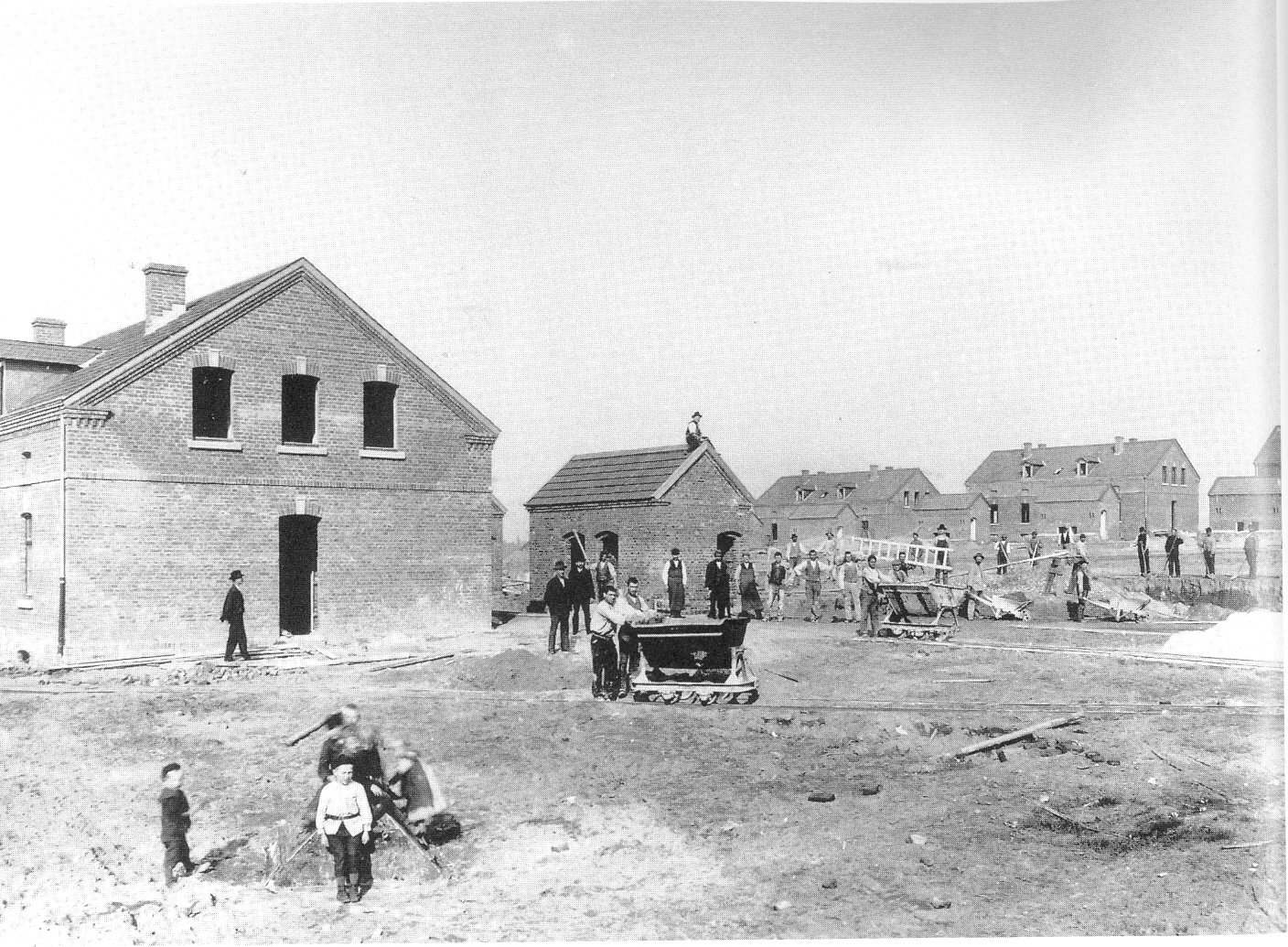
Bauarbeiten an der benachbarten Siedlung Stemmersberg. Die Haustypen sind identisch

Nach vierjähriger Unterbrechung wurde der Ausbau mit den Gebäuden Eisenheimer Straße (Nr. 1, 3, 5, 6, 7, 8, 9, 10) fortgesetzt. Die letzten Häuser entstanden 1903 in der Eisenheimer Straße (Nr. 2, 4) und der Koloniestraße (Werrastraße Nr. 1, 3, 5, 7). Ein weiteres Haus stand an der Bahnunterführung gegenüber von Wesselkamp Nr. 39. Der Gesamtbestand an Häusern betrug nun 51 Häuser. Verwaltungstechnisch unterschied die Wohnungsverwaltung der GHH zwischen den älteren Wohnungen, die als Eisenheim I dem Walzwerk zugeordnet wurden, und Eisenheim II, das der Zeche Osterfeld unterstand.
Am 1. Oktober 1905 wurde die katholische Schule-West an der Wesselkampstraße eröffnet. Im Eröffnungsjahr wurde sie von 135 Kindern besucht. Die Schule wurde 1943 wegen der Luftangriffe geschlossen. Sie wurde nach dem Krieg nicht wieder aufgebaut, die Kinder besuchten danach im Schichtbetrieb die benachbarte Katholische Osterfelderheideschule. Der Bau eines Kinderhauses im Jahr 1911 war die letzte größere bauliche Erweiterung der Siedlung.

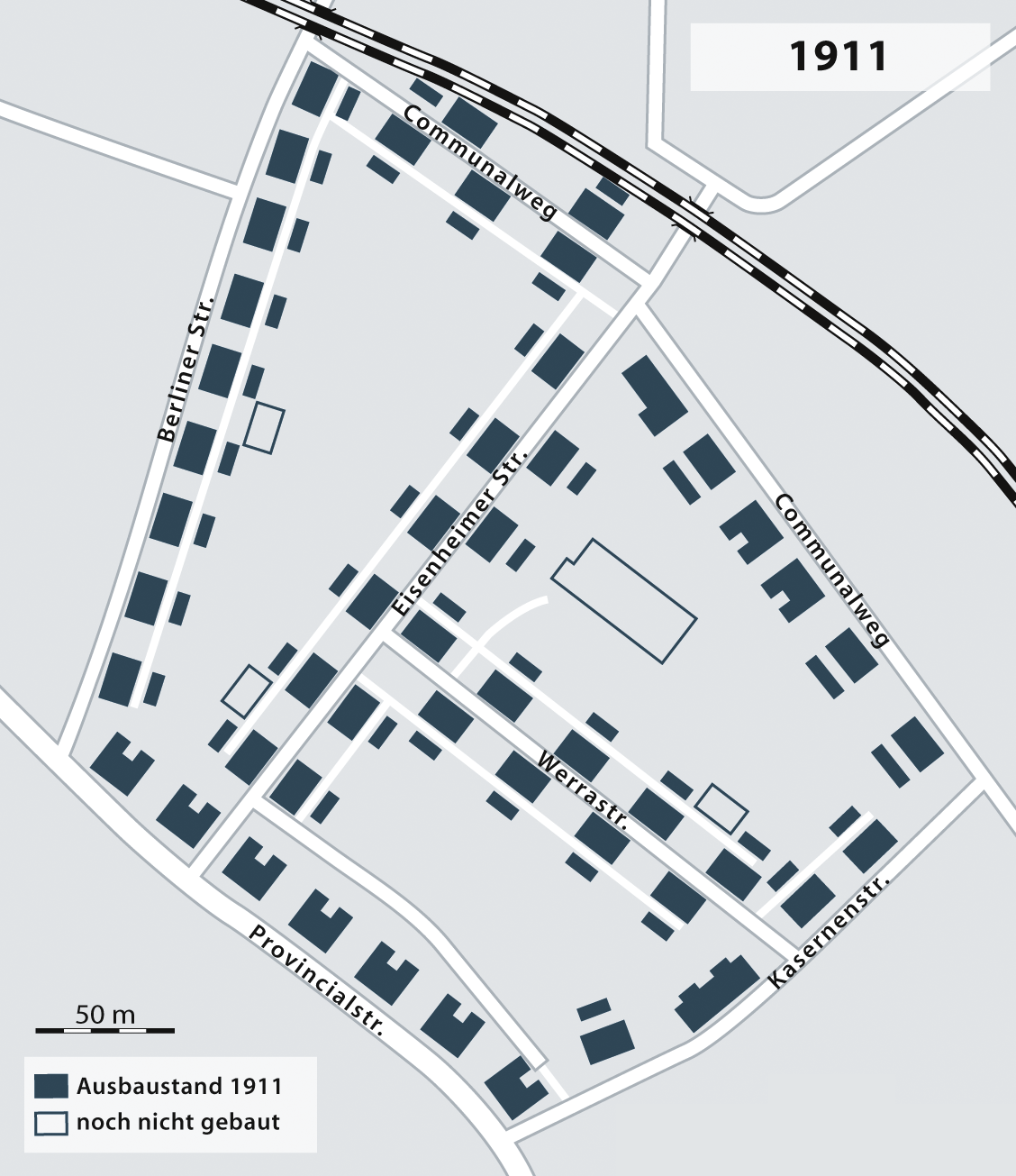
Ausbaustand 1911

Nach dem Ende des Ersten Weltkriegs erhielten einzelne Straßen, wie die Berliner Straße, Strommasten. Die gesamte Elektrifizierung der Siedlung dauerte aber bis in die 1930er-Jahre an. Einen Anschluss an das städtische Kanalisationsnetz erhielten zu Beginn des vergangenen Jahrhunderts nur die Häuser an Durchgangsstraßen, die meisten wurden erst in den 1970er-Jahren an die städtische Kanalisation angeschlossen. Bis dahin entwässerten die Häuser in die Straßenrinnen und die Fäkalien der Plumpsklos in den Toilettenhäusern wurden zusammen mit dem Stallmist in den Gärten der Siedlung als Dünger verwendet. Bis zu den Umbauten in den 1970er-Jahren hatten die meisten Häuser Eisenheims weder ein Badezimmer noch eine Toilette.
Im Verlauf der 1930er Jahre erfolgte die Umbenennung der Straßen auf die heutigen Namen. Im Oktober 1938 wurde auch die erste Garage in Eisenheim gebaut. Otto Loos, Weselkampstraße 29, erhielt die Genehmigung, eine Wellblechgarage zu errichten, aber mit der Auflage, diese gegen Sicht von der Straße zu bepflanzen.

### Kriegsschäden und Wiederaufbau

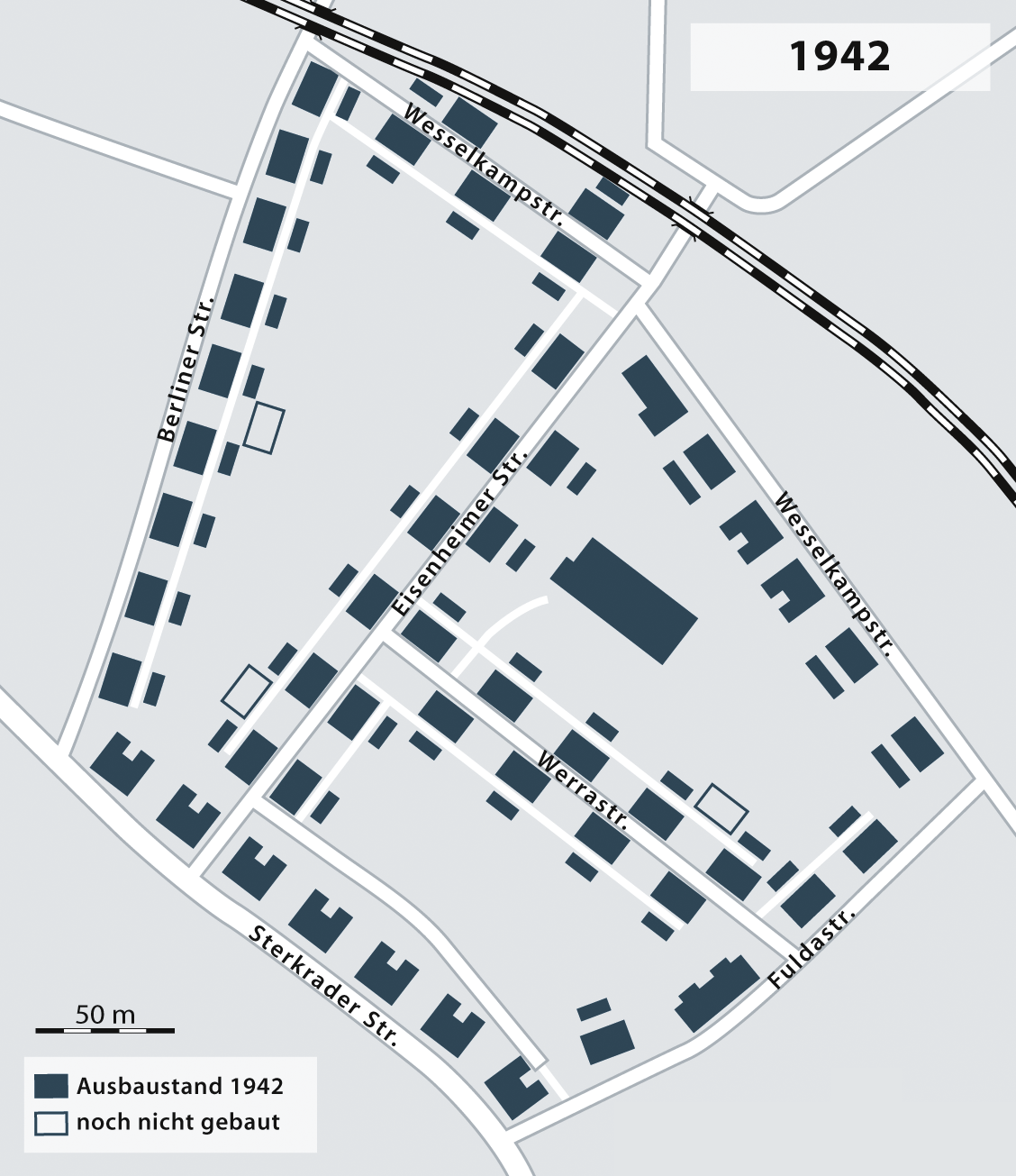
Ausbaustand 1942

Zu Beginn des Zweiten Weltkriegs wurde 1942 ein Hochbunker in der Mitte der Siedlung errichtet. Am Abend des 30. März 1944 wurden 23 (nach anderen Quellen 41) Menschen getötet und 32 weitere verletzt, als unmittelbar vor dem Bunkereingang eine einzelne, von einer De Havilland Mosquito abgeworfene Luftmine explodierte. Durch Bombardierungen wurden während des Krieges mehrere Häuser völlig zerstört, darunter auch zwei der Meisterhäuser an der Sterkrader Straße. Die anderen Meisterhäuser zwischen Fuldastraße und Eisenheimer Straße wurden notdürftig repariert und waren bis 1952 bewohnt. Die Akten geben Beispiele für die katastrophale Situation. Ein Zechenarbeiter mietete den Stall eines zerstörten Meisterhauses an, da er zusätzlich zu seiner siebenköpfigen Familie auch noch die aus dem Osten geflohenen Verwandten unterbringen musste. Eine andere Familie, drei Erwachsene und zwei Kinder, lebten in der Waschküche eines zerstörten Meisterhauses. Auch der Bunker wurde bis in die 1950er-Jahre als Unterkunft genutzt.
Neun völlig oder teilweise zerstörte Häuser an der Werra- und Fuldastraße wurden zwischen 1946 und 1958 in vereinfachter Form wieder aufgebaut. Die Kosten pro Haus betrugen etwa 15.000 DM. Die fünf Meisterhäuser an der Sterkrader Straße zwischen Eisenheimer Straße und Fuldastraße wurden aber, beginnend 1948, abgerissen. An ihrer Stelle entstanden ab 1952 vier dreigeschossige Wohnblocks. Durch die Möglichkeit, mehr Wohneinheiten auf gleicher Grundfläche bereitzustellen, ließen sich höhere Renditen erzielen. Der Einbau von Bad und Toilette führte auch zu höheren Mieten. Der frühere Hofweg hinter den Häusern wurde von den Eisenheimern „Marmeladenstraße“ genannt, da die dortigen Bewohner einen beträchtlichen Teil ihres Lohnes für die Miete aufbringen mussten, weshalb es als Brotbelag – statt Wurst – häufig Marmelade gab.
Die Kosten der Instandsetzung eines der Meisterhäuser an der Sterkrader Straße Anfang der 1960er-Jahre hätten nach Schätzungen 50.000 DM betragen, ein Aufwand, der bei einer geplanten „Totalsanierung“ (sprich: Abriss) der Siedlung als nicht mehr lohnend angesehen wurde, so dass die verbliebenen beiden Meisterhäuser 1962 ebenfalls abgerissen wurden. Dieser Platz ist bis heute unbebaut. Ende der 1960er-Jahre wurde das Haus Weselkampstraße 42 am Bahndamm der Werksbahn als letztes der Siedlung abgerissen.

## Erste denkmalgeschützte Arbeitersiedlung Deutschlands

### Drohender Abriss

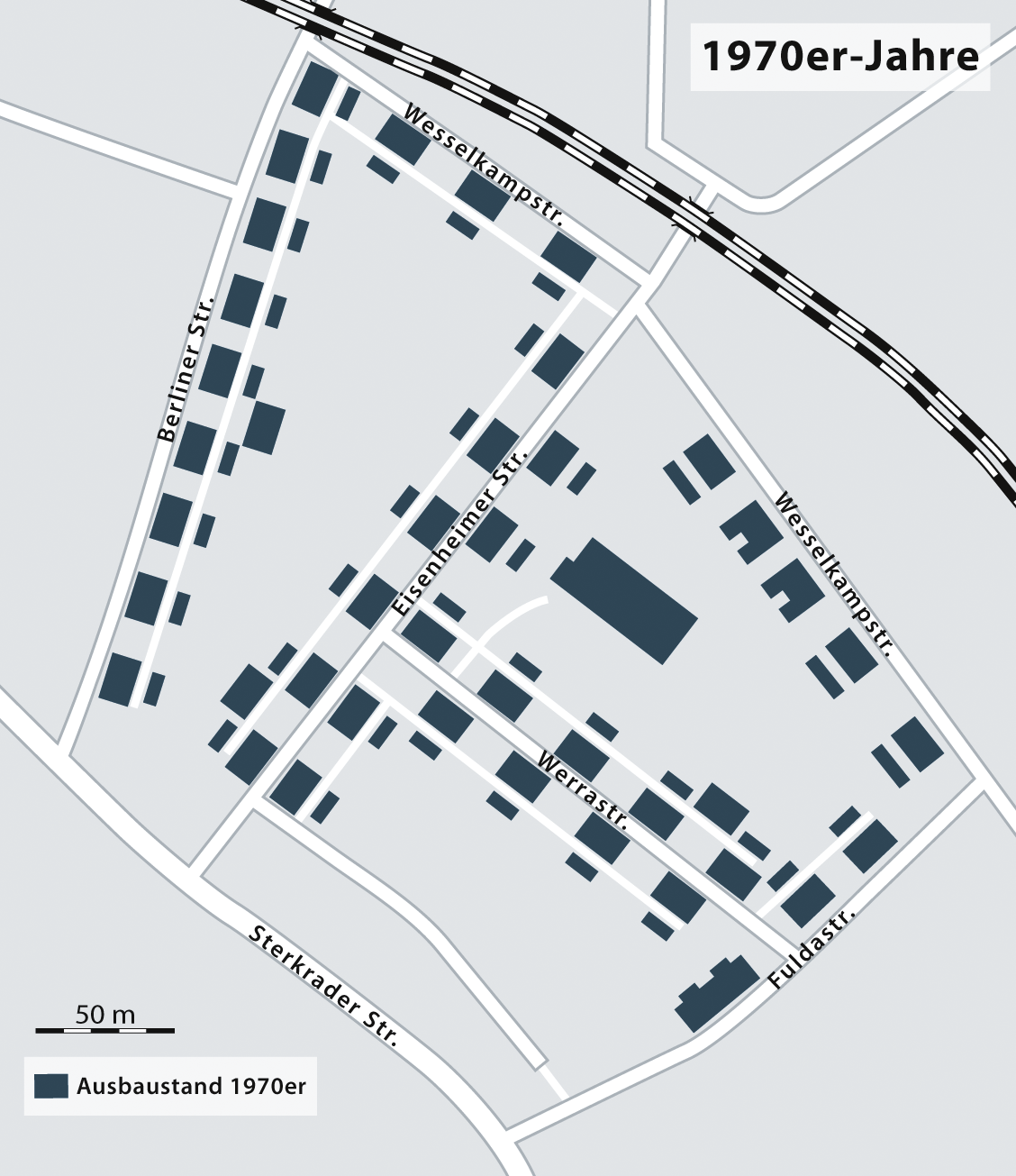
Ausbaustand 1970er Jahre

Nach dem Zweiten Weltkrieg sollten die mächtigen Ruhrkonzerne nach dem Willen der Alliierten entflochten werden. Die GHH betrieb unter ihrem alten Namen nur noch die Weiterverarbeitung von Stahl. Die Erzeugung von Stahl wurde von der Hüttenwerke Oberhausen AG (HOAG) weiter verfolgt. Der Bergbau wurde der Bergbau AG Neue Hoffnung zugeschlagen. Eisenheim wurde unter die Verwaltung der HOAG gestellt, aber die meisten Wohnungen waren an Bergleute vergeben, so dass über die Vergabe der Wohnungen die Bergbau AG entschied. Mit Beginn der Kohlekrise erlosch das Interesse der Gesellschaften an ihren alten Siedlungen. Diese waren bereits abgeschrieben, im Gegensatz dazu profitierten die Wohnungsgesellschaften von den staatlichen Wohnungsbauprämien. Auch die Gewerkschaften teilten mit ihrem eigenen Unternehmen Neue Heimat diese Denkweise.
Sowohl die HOAG, die Stadtverwaltung und die Medien waren entschlossen, die „hässlichen Altbauten“, „Veteranen“ einer „Kolonie-Zeit“ zu beseitigen. Schlagzeilen wie „Hier wird die älteste ‚Kolonie‘ der GHH mit einem Schlage verzaubert. Man wird das alte Eisenheim sozusagen nicht wiedererkennen, wenn alles fertig ist.“ waren als Verheißung gemeint.
1961 wurde ein Plan vorgelegt, Eisenheim total abzubrechen und an seiner Stelle eine „Siedlung modernster Art“ zu errichten. Der Grund, weshalb Eisenheim nicht sofort abgerissen wurde, lag darin, dass gleichzeitig Planungen bestanden, die Bundesstraße 223 zu verbreitern. So blockierten sich zwei Abrisspläne gegenseitig. Der Grund: Jeder der Beteiligten – Stadtverwaltung und HOAG – wollten das jeweils Beste für sich herausschlagen und so wurden in beiden Projekten – jeweils gegensätzlich – die wechselseitigen Besitzverhältnisse gegeneinander ausgespielt.
Die Eigentümer Eisenheims wechselten mehrfach: Zunächst ging die HOAG an die August Thyssen Hütte AG über, heute wird die Siedlung, seit 1992, von der TreuHandStelle für Bergmannswohnstätten, heute THS GmbH verwaltet.
Die Anwohner wehrten sich zunächst wenig erfolgreich mit Leserbriefen gegen die Abrisspläne. 1968 wurde zumindest der Bebauungsplan dahingehend geändert, dass einige wenige historische Gebäude erhalten werden sollten und ansonsten zweistöckige Mietshäuser und Eigenheime errichtet werden sollten. 1969 wurde eine Unterschriftenliste gegen die Abrisspläne initiiert.

### Forschungsstelle Eisenheim für Arbeiterwohnung im Ruhrgebiet
Pfingsten 1972 kam Roland Günter mit einer Projektgruppe der Fachhochschule Bielefeld nach Eisenheim. Er kannte die Siedlung bereits aus seiner Zeit als Mitarbeiter des Landeskonservators und hatte von den Abrissplänen gehört. Sein ursprünglicher Plan war, die Siedlung vor ihrer Zerstörung noch zu dokumentieren. Mit Hilfe von modernen Untersuchungs- und Befragungsmethoden wurden – auch von Günters Ehefrau Janne – die besonderen sozialen Beziehungen erforscht, die die Qualität einer Arbeitersiedlung ausmachten: Die persönlichen Beziehungen untereinander, aber auch die privaten und öffentlichen Wege innerhalb der Siedlung und die Funktion der selbst geschaffenen Bauten der Bewohner.

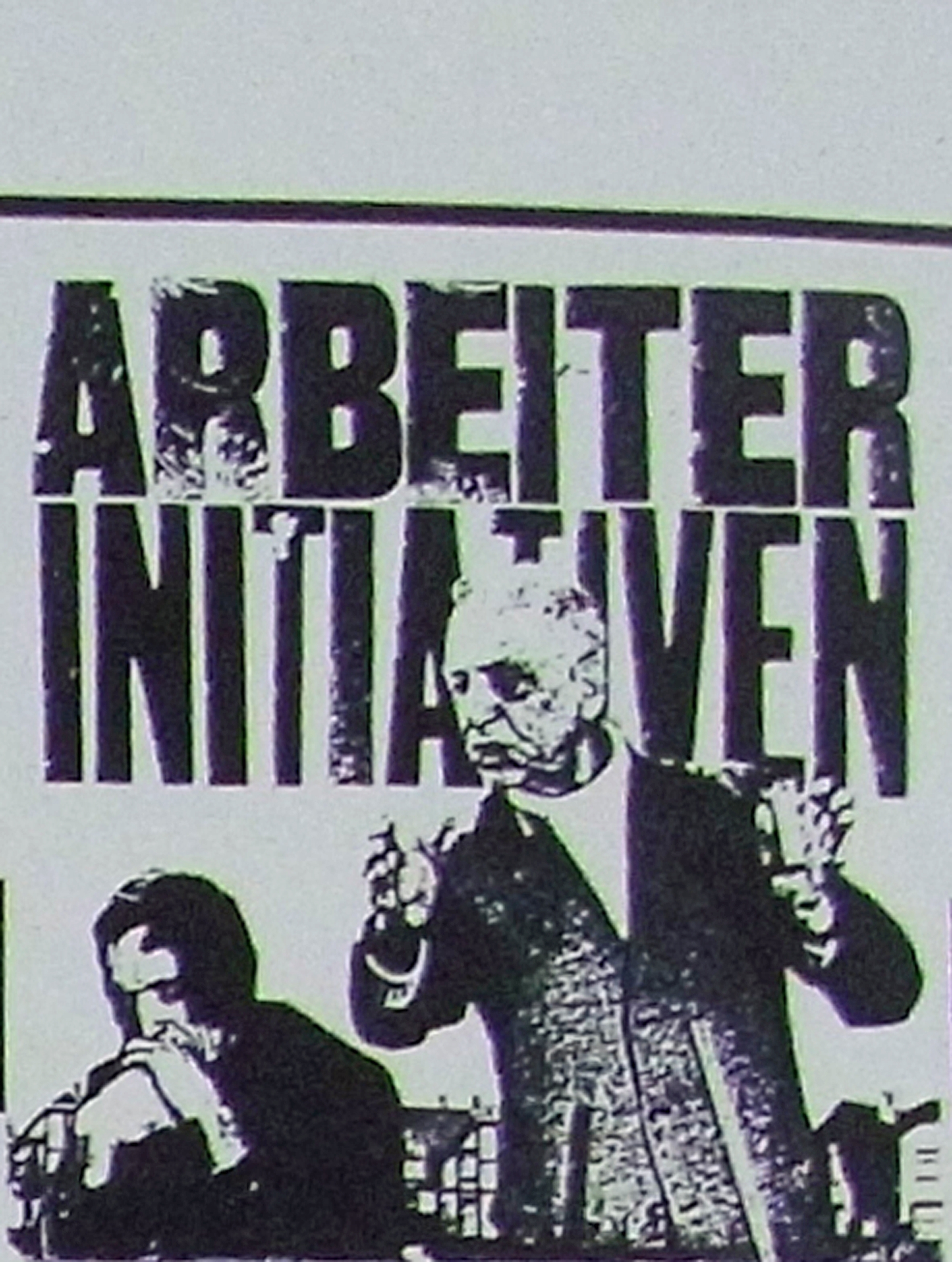

Die Projektgruppe organisierte Ausstellungen, Pressekonferenzen, Versammlungen, Filmvorführungen und andere Aktionen, die die Aufmerksamkeit der Medien auf Eisenheim zogen. Aber auch die internationale Fachwissenschaft nahm Kenntnis von Eisenheim. Die Bewohner gründeten 1972 eine Arbeiterinitiative, die bald auch Vorbild für 50 weitere solcher Initiativen in anderen bedrohten Siedlungen des Ruhrgebiets werden sollte. Ein Quartierrat, gebildet aus der Vollversammlung aller Bewohner, vertrat die Interessen nach außen und bereitete Aktionen vor.
Das erste Ergebnis dieser Bemühungen war, dass noch 1972 Eisenheim vom Landeskonservator als erste Arbeitersiedlung in der Bundesrepublik unter Denkmalschutz gestellt wurde.
Roland Günter, für den Eisenheim zu diesem Zeitpunkt eine regelmäßige Zwischenstation zwischen seinem Wohnort Bonn und seiner Arbeitsstelle in Bielefeld war, entschloss sich, inspiriert von einer Aktion Günter Wallraffs in Griechenland, sich in Eisenheim anzuketten, falls es zu einer Abrissaktion kommen sollte. Im Sommer 1974 zogen Roland und Janna Günter mit ihren beiden Kindern in eine Wohnung in eines der Häuser in der Werrastraße. Der Umzug erhielt ein breites Medienecho. Die Zeit widmete Günter eine ganzseitige Reportage: „Professor in der Arbeitersiedlung“. Gegen das Argument der Siedlungseigentümer, der Abriss sei notwendig, da die Häuser keine Toilette und kein Bad haben und das Spülwasser in die Gosse fließe, baute die Familie, zum damaligen Preis von 6000 DM, einen Abwasserkanal zur Fuldastraße, ein Bad und eine Toilette, sowie eine, von einem Flüssiggastank gespeiste, weitere Heizung in die Wohnung ein. Dem stand damals der Neubaupreis für eine subventionierte Sozialwohnung von 120.000 DM entgegen.
Quasi in der Küche der Wohnung befand sich von 1974 bis 1980 das Sekretariat der Forschungsstelle Eisenheim für Arbeiterwohnung im Ruhrgebiet. Forschungsschwerpunkte waren die Siedlungsstruktur, vor allem die Nutzung von Architektur, die Arbeitersprache und die Arbeiterkultur. Dem damaligen Mainstream, der Hochhäuser nach dem Schema „Länge mal Breite mal Geld“ produzierte, konnten die Studien eine lebendige Alternative entgegenstellen. Architekten, Geographen und Sozialwissenschaftler profitieren von den Studien, welche die Gebrauchswerte der Siedlung hervorhoben, die deren Bewohnern als selbstverständlich erschienen, die aber von der Abrissideologie in Frage gestellt wurde. Durch die Offenlegung dieses Handlungswissens konnte das Selbstbewusstsein und die Handlungsfähigkeit der Siedlungsbewohner gestärkt werden. Die Forschungsstelle wurde so auch zum Sekretariat und zur Anlaufstelle für die 50 weiteren Arbeiterinitiativen im Ruhrgebiet.

„Wohl zum ersten Mal in Deutschland wurde in dieser Detailliertheit die Funktion etwa der zahlreichen Verbindungswege, der öffentlichen und privaten Räume sowie der durch die Bewohner selbst geschaffenen ‚Bauten‘ untersucht. Die vielfältigen in Eisenheim entstandenen Studien, die inzwischen als ‚Klassiker‘ der Sozialwissenschaft der Siebziger Jahre gelten können, hatten damit erheblichen Anteil an dem ‚Paradigmenwechsel‘ in einer seitdem stärker auf die sozialen Auswirkungen von Architektur und Städteplanung ausgerichteten Öffentlichkeit.“

Das Haus der Günters wurde zum Gästehaus für eine Vielzahl renommierter Besucher, die die Rettung Eisenheims unterstützen und diesem Anliegen auch eine nationale und internationale Bühne schafften.

### Der schwierige Weg der Rettung
Auf dem Architektentag 1974 hob Bundespräsident Gustav Heinemann Eisenheim als Beispiel für „Soziale Architektur“ im Gegensatz zu „rein technisch-wirtschaftlichen Lösungen“ hervor. Im gleichen Jahr beantragte die Stadt Oberhausen mit den Stimmen aller Fraktionen eine Sanierung nach dem Städtebauförderungsgesetz. Dies setzte eine Begutachtung voraus. Daraus folgte 1975 der einstimmige Beschluss (SPD, CDU, FDP des Stadtparlaments), die Siedlung zu erhalten und zu sanieren.

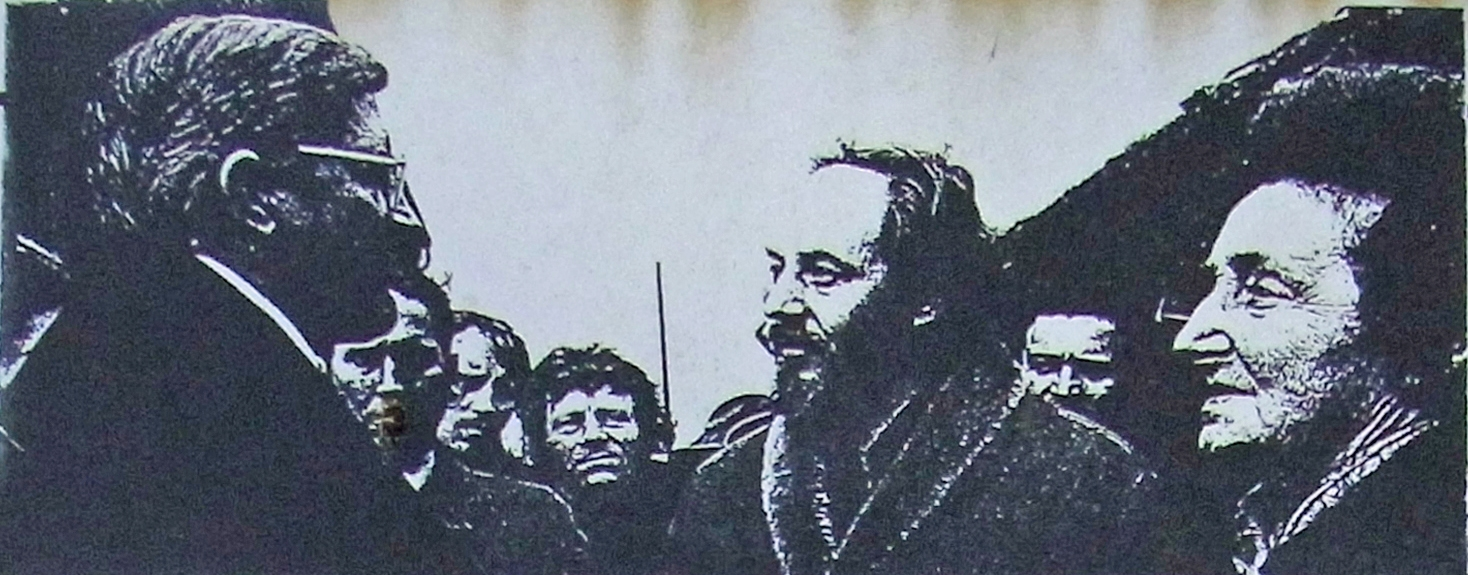
Burkhard Hirsch diskutiert mit Roland Günter

Der nordrhein-westfälische Innenminister Burkhard Hirsch (FDP) stellte sich noch gegen Eisenheim. Er geriet in Streit mit dem Landeskonservator Günther Borchers und dem Vorsitzenden der Europaratkommission für Denkmalschutz, dem MdB und MdEP Olaf Schwencke (SPD). Dann versuchte er die Verantwortung für einen Abriss mit dem Argument, die Siedlung wäre durch die benachbarte Kokerei Osterfeld stark beeinträchtigt, in das Ressort des Sozialministers Friedhelm Farthmann (SPD) abzuschieben. Doch der Oberhausener MdL Heinz Schleußer (SPD) intervenierte. Im Bundestagswahljahr 1976 hatten die drei großen Parteien – jede für sich – die Vorzüge der reviertypischen Arbeitersiedlungen entdeckt. Zuletzt musste Innenminister Hirsch ein Landesförderprogramm für Wohnbereiche mit besonderer Sozialstruktur (Amtsdeutsch für Arbeitersiedlung) hinnehmen.
Im Januar 1977 wurde während einer Sendung von Hallo Ü-Wagen mit dem Titel „Was der Krieg nicht zerstörte, zerstört die Sanierung“ auf dem Platz vor dem Bunker von Carmen Thomas die Nachricht über die Rettung der Siedlung in Form eines Briefes von Minister Farthmann verkündet. Die medienwirksame Inszenierung wurde sogleich dazu genutzt, die Stadtverwaltung dazu aufzufordern, den gerade begonnenen Abriss auf der Siedlung Rheinpreußen zu beenden.
Die Arbeiterinitiative erhielt 1978 einen der ersten Kulturpreise der Kulturpolitischen Gesellschaft.
Eine „Große technische Kommission“ wurde nun eingesetzt, um über die notwendigen Sanierungsmaßnahmen, die Kanalisation, dem Einbau von Sanitäreinrichtungen und den Innenausbau zu organisieren. Teilnehmer waren Bewohner, Sozialarchitekten und Berater nach Wahl der Eisenheimer, die Stadtverwaltung vertreten durch das Amt für Sanierung, Parlamentsmitglieder, die August Thyssen Hütte AG als Eigentümer, der Sanierungsträger (Thyssen bauen und wohnen) und die Wohnungsverwaltung der Ruhrkohle AG. In einer „Kleinen technischen Kommission“ wurden in wöchentlichen Montagskonferenzen die Tagesprobleme zwischen den beiden Sozialarchitekten Ernst Althoff und Niklaus Fritschi und der Bauleitung der Firma Thyssen besprochen.
Im Gelände um den Bunker wurde eine Containersiedlung eingerichtet, in der die Bewohner während der Sanierung ihrer Wohnungen wohnen konnten. Nach anfänglicher Skepsis entwickelte sich aus diesem engen Nebeneinander ein noch stärkeres Wir-Gefühl.

„Die Zeit im Container war herrlich. Alles war sehr gepflegt. Die Wege vor den Containern waren gepflastert. Am Rande standen Blumen. Abends haben wir draußen gesessen. Wir haben viel gefeiert.“

Zu diesem Zeitpunkt wohnten in den verbleibenden 39 Häusern knapp 500 Menschen, etwa 75 Prozent von ihnen gehörten der Arbeiterschaft an. Die Mehrheit von ihnen arbeiteten auf Zechen, aus einer Hüttenarbeitersiedlung war eine Zechenkolonie geworden.
1981 war die Sanierung abgeschlossen. Im heutigen Museum Eisenheim wurde die Rettung der Siedlung dokumentiert und aus Haushaltsauflösungen ein Grundstock an Möbeln geschaffen, um die frühere Lebenssituation in der Siedlung darzustellen. Im Jahr 1996, zum 150-jährigen Jubiläum der Siedlung, folgte das Projekt „Sprechende Straßen – sprechende Baudenkmäler“. Auf über 70 Tafeln, die zumeist an den Gebäuden angebracht sind, erfährt man – im Vorbeigehen – die „… Kontexte der Bauphasen und das Leben in und zwischen den Häusern.“
Zwanzig Jahre später kommentierte Roland Günter die Situation in den Arbeitersiedlungen folgendermaßen:

„Ich wünsche mir, dass die vielen Menschen in Arbeitersiedlungen sich wieder erinnern: an zehn Jahre härteste Konflikte mit Abbruch- und Spekulations-Gangstern. Wir haben diesen Kampf nicht gewonnen, damit jetzt Egomanien die Siedlungen zur Unkenntlichkeit zernagen. Sie mögen sich kundig machen, wo sie wohnen und was solche Siedlungen für die Kultur bedeuten.“

## Architektur

Entwicklung der Siedlung von 1846 bis heute: Animation

In der 60-jährigen Bauzeit kamen verschiedene Haustypen zum Einsatz. In Eisenheim wurde der Kreuzgrundriss in einer einzigartigen Weise revolutioniert und wurde in dieser Form zum Muster für weitere Siedlungen im Ruhrgebiet.
Die ersten Häuser spiegeln noch wider, dass der Charakter der Siedlung, ob städtisch oder ländlich, noch nicht festgelegt war. Das Ruhrgebiet war und ist keine klassische Stadt, die sich von einem Zentrum aus entwickelte. Joseph Roth beschrieb es (auf Essen bezogen) folgendermaßen:

„Eine große Stadt hat Zentren, Straßenzüge verbunden durch den Sinn einer Anlage, sie hat Geschichte, und ihre nachkontrollierbare Entwicklung ist beruhigend. Sie hat Peripherie und eine ganz entschiedene Grenze. Hier aber ist ein Dutzend Anfänge, hier ist dutzendmal Ende. Land will beginnen, aber schon läuft ein Draht herbei und dementiert es.“

Das Gebiet um Eisenheim war eine Heidelandschaft. Die neu entstandenen Industriestandorte sowie die Bahnhöfe der Köln-Mindener-Eisenbahn bildeten die Kristallisationspunkte für neue Ansiedlungen. In Eisenheim, wie in vielen anderen Arbeitersiedlungen, setzte sich ein ländlicher Bautyp durch, da die Arbeiter, welche durch sie angeworben werden sollten, zumeist aus einem bäuerlichen Umfeld stammten und sich auch durch Stalltierhaltung und Gemüseanbau selbst versorgen sollten.

### Wohnhäuser

#### Ländliches Kleinhaus

Die Meisterhäuser an der Sterkrader Straße (damals Provinzialstraße)

Die Meisterhäuser an der Provinzialstraße. Baujahr 1846
Es handelte sich um eineinhalbstöckige, traufständige Backsteinbauten. Sie waren weiß verputzt mit einem umlaufenden, geschossteilenden Gesims und Nischen im Mauerwerk oberhalb der Türen und Fenster.
Sie enthielten zwei getrennte Wohneinheiten mit nebeneinander liegenden Eingänge vorn und jeweils einem eigenen Küchenausgang hinten. Drei Zimmer befanden sich im Erdgeschoss, zwei Zimmer im Bodenraum des Halbgeschosses. Die Wohnfläche pro Wohneinheit betrug insgesamt 70 m².
Daran angebaut waren zwei einstöckige Toiletten-/Stall-Backsteingebäude mit eigenem Zugang pro Wohneinheit.

#### Städtisches Dreifensterhaus

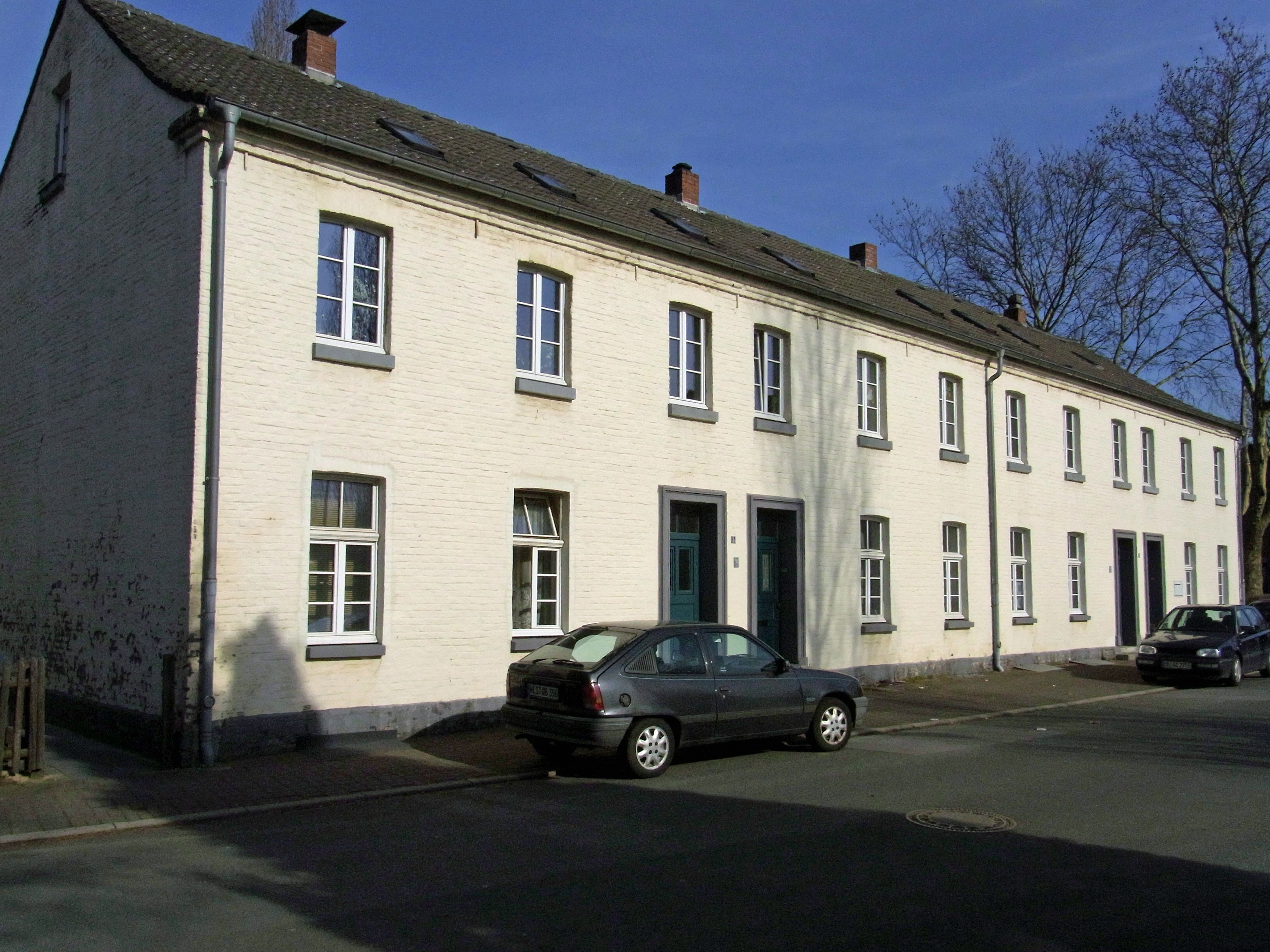
Kaserne, Fuldastraße

„Kaserne“ Fuldastraße Nr. 5/7. Baujahr 1846
Dies ist ein zweigeschossiges Doppelhaus mit Satteldach aus Backstein. Es hat ein zweistufiges Traufgesims und ist im Stadthausstil gehalten, der sich am städtischen Dreifensterhaus orientierte.
Es enthielt ursprünglich insgesamt acht Wohneinheiten mit jeweils zwei nebeneinander liegenden Hauseingängen und einem dahinter liegenden gemeinsamen Hausflur mit Hofzugang für jeweils zwei Familien im Erd- und Obergeschoss. Jede Wohnung hatte drei Zimmer mit 25, 13,5 und 17 m².
Das Toiletten-/Stall-Gebäude in Backstein ist separat. Eine gemeinsame Toilette für jede Erd- und Obergeschosseinheit befand sich am Haus.
Der Haustyp verfolgte den Kasernengedanken und war ausgelegt für Mieter. Die Annahme, es handelte sich bei der Kaserne zunächst um eine Menage, also ein Ledigenheim, ist falsch. Die ersten Bewohner waren Familien von Facharbeitern. Der Name geht zurück auf friderizianische Kasernen, bei denen es sich nicht um Mannschaftsunterkünfte handelte, sondern um Wohnanlagen für Soldaten und ihre Familien.

#### Kombinationstyp I

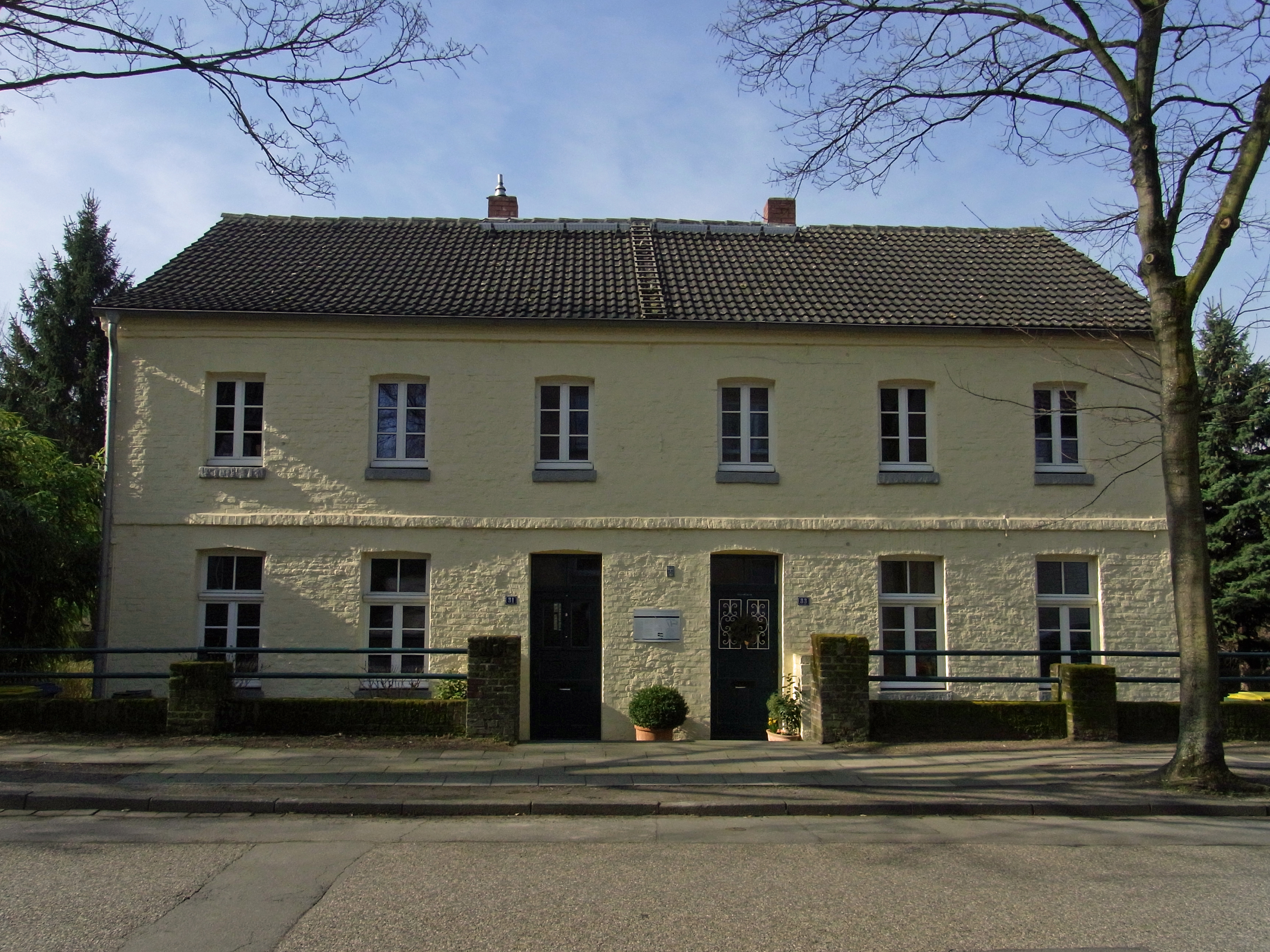
Mietwohnungen, Wesselkampstraße

Zweigeschossige Traufhäuser Wesselkampstraße Nr. 27/29 und 31/39, Baujahr 1846
Dies waren gelblich gestrichene Backsteinbauten mit einfachem, geschossteilenden Gesims auf der Frontseite.
Sie enthielten ursprünglich jeweils vier Wohnungen. Die Raumaufteilung war identisch mit den Kasernenwohnungen, aber mit jeweils nur insgesamt 43 m². Dies waren die kleinsten Wohnungen in Eisenheim. Der Grundriss und die Ansicht ähnelte dem Städtischen Dreifensterhaus der Kaserne. Die freistehende Bauweise und der angebaute Stall-/Toilettenbau glich hingegen den Meisterhäusern und damit dem Ländlichen Kleinhaus.
Die Toiletten-/Stallgebäude waren angebaut und hatten ein eigenes Satteldach.
Dieser Bautyp hatte wie auch die Kaserne zwei Nachteile: Nachts arbeitende Schichtarbeiter hatten tagsüber keine ausreichend geschützten Ruheräume und der Flur musste von der Erdgeschoss- und der Obergeschosswohnung gemeinsam genutzt werden, ein Potential für Nachbarschaftsstreit.

#### Kombinationstyp II

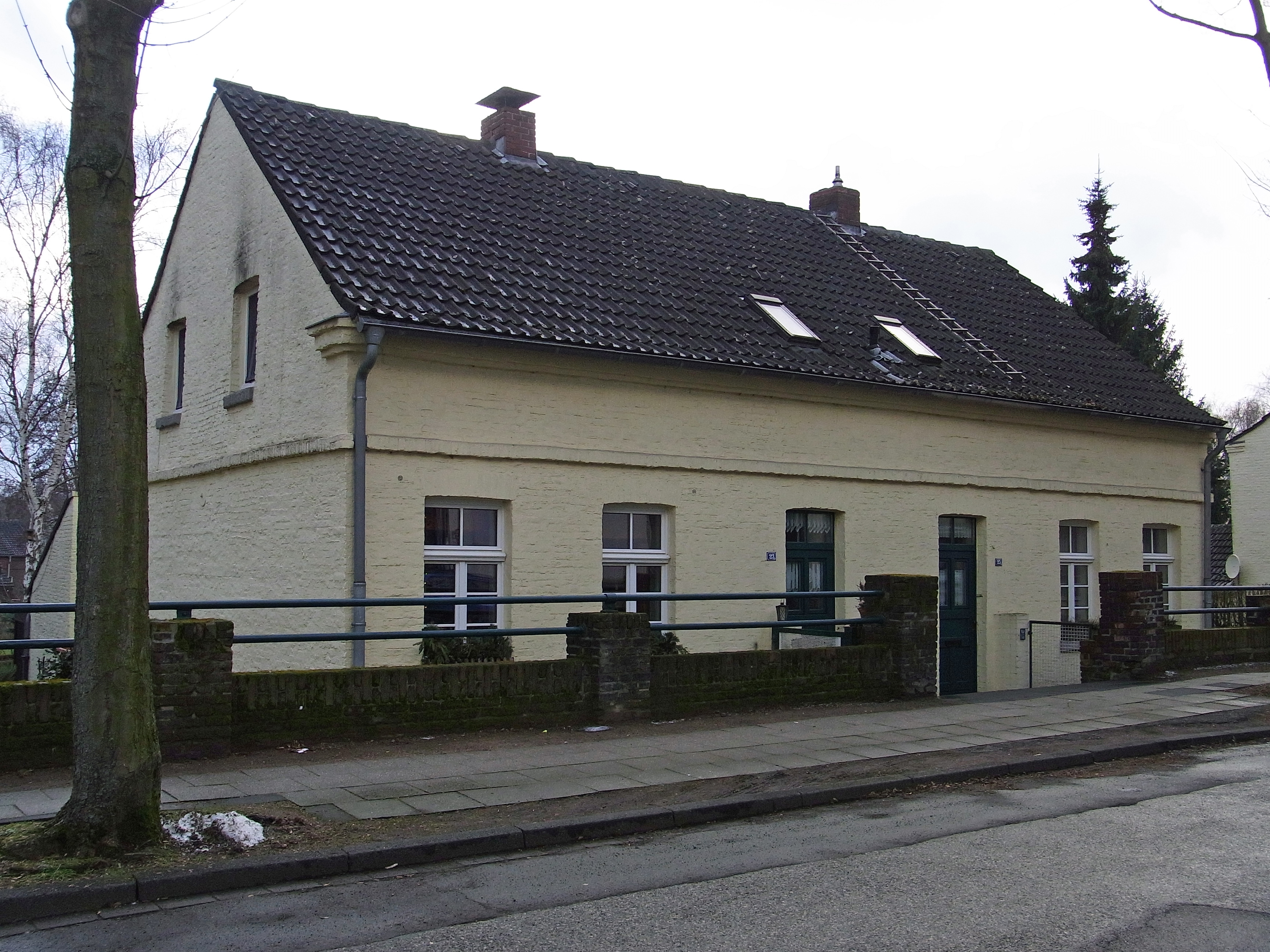
Beamtenhäuser, Wesselkampstraße

Eineinhalbgeschossige Traufhäuser in der Wesselkampstraße Nr. 19/21 und 23/25. Baujahr 1865/66
Dies sind gelblich gestrichene Backsteinbauten mit nebeneinander liegenden Türeingängen. Sie haben ein geschossteilendes Gesims und ein flaches, dreistufiges Dachgesims. In der vorderen Hauswand befinden sich im Halbgeschoss, querrechteckige Stichbogennischen. Im äußeren Aussehen ähneln sie den zeitgleich in der Berliner Straße gebauten Häusern.
Sie enthielten aber nur jeweils zwei Meisterwohnungen pro Haus. Fünf Zimmer und eine Dachkammer mit einer Wohnfläche von 96 m² pro Wohnung. Es waren die am großzügigsten ausgestatteten Wohnungen in Eisenheim. Sie wurden ausschließlich an „Beamte“, Meister und Technische Angestellte der Gutehoffnungshütte vergeben
Das Toiletten-/Stallgebäude ist ein eingeschossiger Backsteinbau mit schräg vom Haus wegfallendem Pultdach separat vom Wohnhaus.
Mitte der 1930er Jahre wurde das Niveau der Straße angehoben, so dass die Hauseingänge heute unter dem Straßenniveau liegen.

#### Kreuztyp

##### Grundform nach Mülhauser Muster

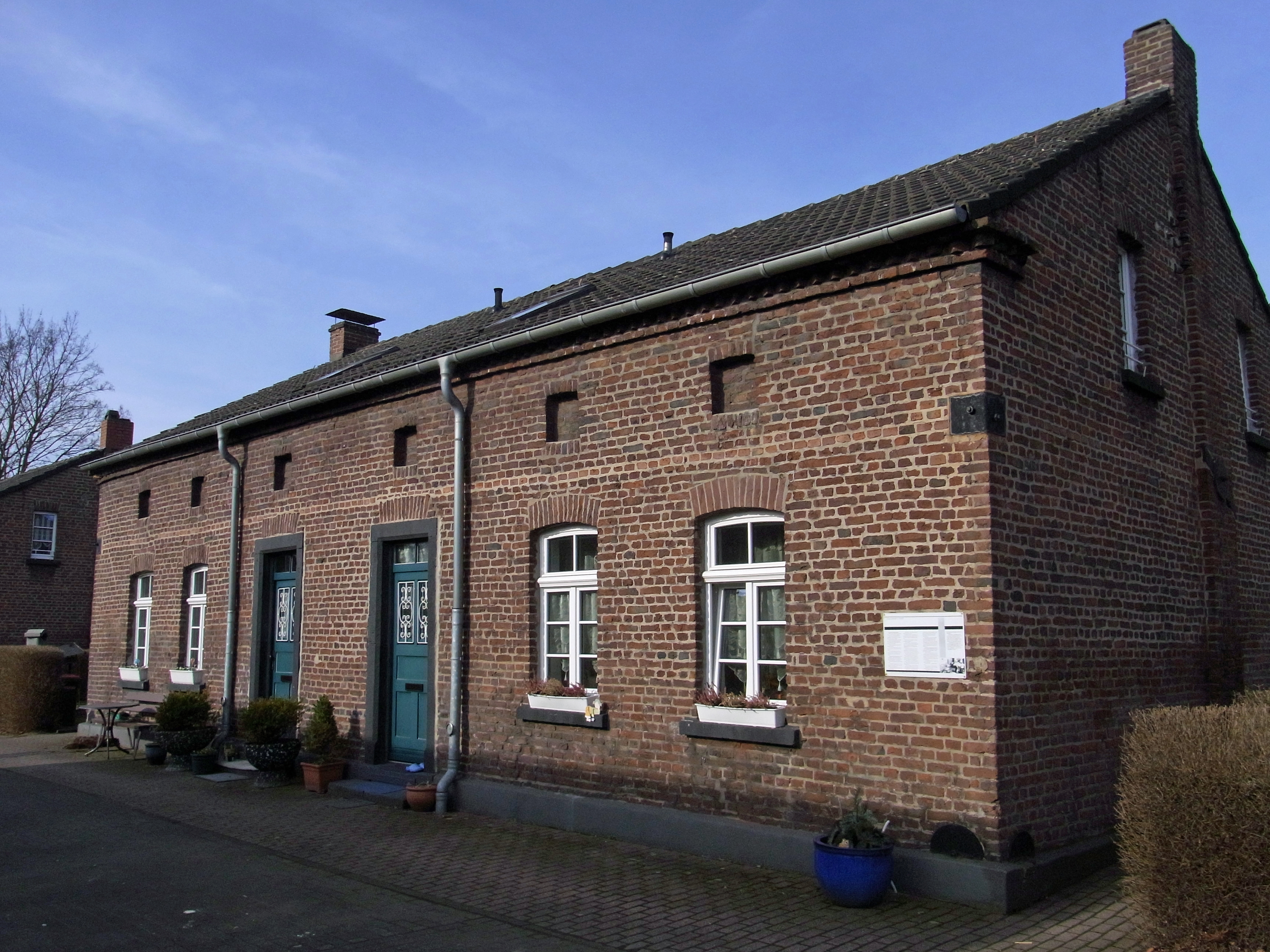
Kreuzgrundriss nach Mülhauser Art

Berliner Straße, Baujahr 1865/66
Eine Hausform, die erstmals in der cité ouvrière (Arbeiterstadt) im elsässischen Mülhausen im großen Stil angewandt wurde.
Es handelt sich um ein eineinhalbstöckiges Traufhaus in Backstein. Die Fassade mit glatten Flächen und klaren Proportionen mutet klassizistisch an. Über den Türen sind Basaltrahmen und kassettenförmige Nischen über den Türen und Fenstern. Die Maueranker wurden gegen Bergschäden angebracht. An den Schmalseiten befindet sich jeweils ein hervortretender Kamin.
Die Häuser waren als Vierfamilienhaus im Kreuzgrundriss angelegt. Jeweils zum Hof und zur Straßenseite befinden sich zwei Hauseingänge nebeneinander.
Durch die Eingangstür betrat man den ersten Wohnraum, in dem sich auch die Treppe ins Obergeschoss befand. Im Erd- und dem Obergeschoss ging vom Raum mit Treppe jeweils ein weiterer Raum ab. Bei einer Gesamtwohnfläche von 55 m² gewann man einen weiteren Raum.
Das einstöckige Toiletten-/Stall-Backsteingebäude liegt separat über dem Hof.
In Oberhausen wurde diese Hausform erstmals im Knappenviertel eingesetzt.

##### Kreuztyp mit getrennten Eingängen

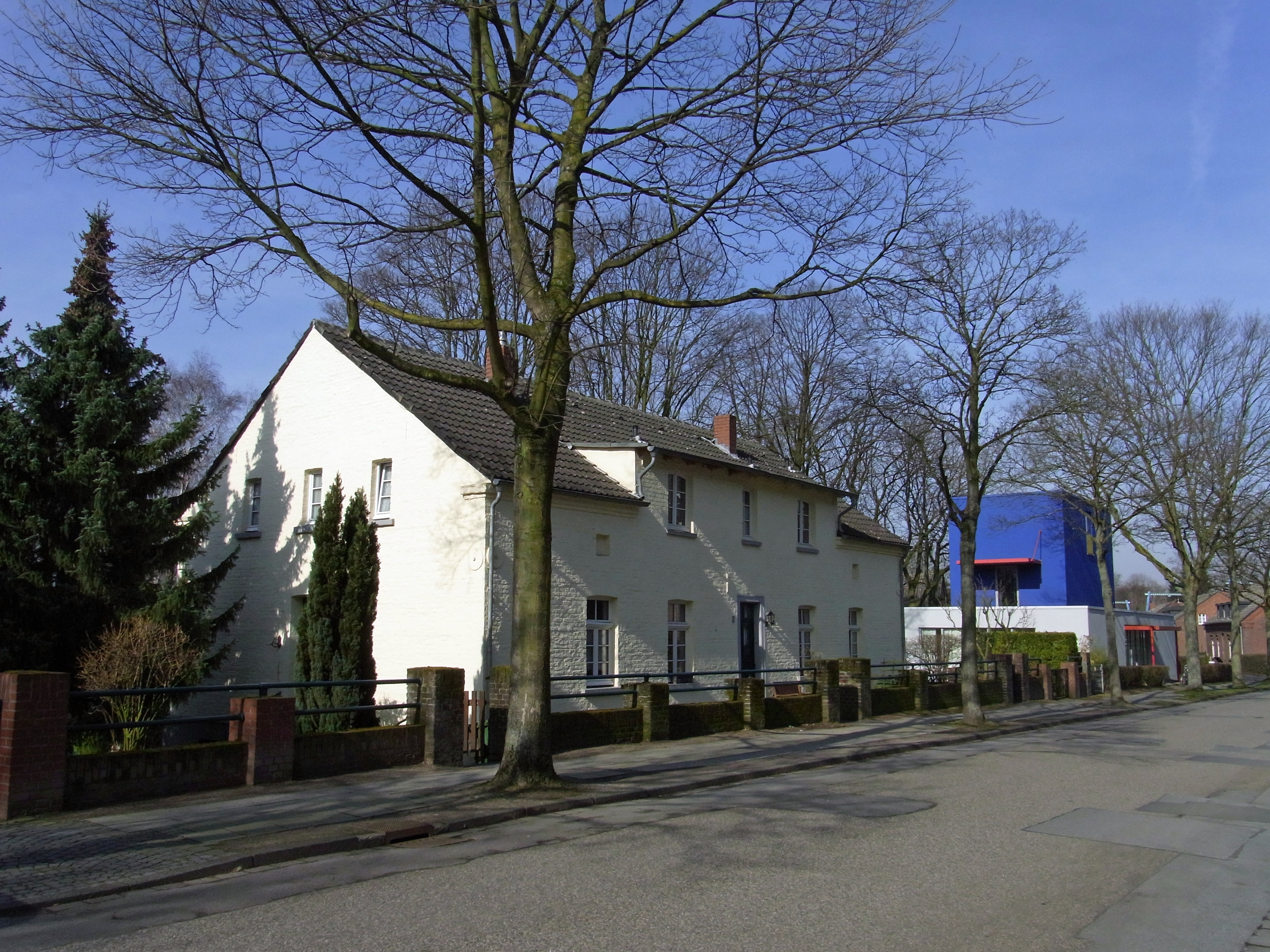
Der revolutionäre Kreuztyp mit seitlich versetzten Eingängen

Wesselkampstraße 35: Baujahr 1872
Dies ist ein eineinhalbgeschossiges Traufhaus aus Backstein mit zweistufigem Dachgesims und Stichbogenfenstern. Die Erhöhung an der Straßenseite erfolgte bei einem späteren Umbau.
Der Eingang der einzelnen Wohnungen wurde bei diesem Kreuztyp jeweils an die vier Außenwände verlegt.
Der Hauseingang führte in einen kleinen Flur mit Treppe. Im Erdgeschoss davon abgehend befand sich eine Stube und eine Küche, im Obergeschoss waren zwei Schlafräume. Die Wohnfläche betrug 50 Quadratmeter.
Dieser Haustyp wurde in Oberhausen erstmals bei diesem Haus eingesetzt. Durch die eindeutige Trennung von Schlaf- und Wohnbereich war sichergestellt, dass Schichtarbeiter tagsüber ungestört in den oberen Zimmern schlafen konnten.
Da sich das Leben der Familien auch viel vor den Häusern abspielte, war es erstmals gelungen, jeder Familie einen eigenen Hofbereich zuzuordnen.
Das einstöckige Toiletten-/Stall-Backsteingebäude liegt separat über dem Hof.

##### Varianten der dritten Ausbaustufe

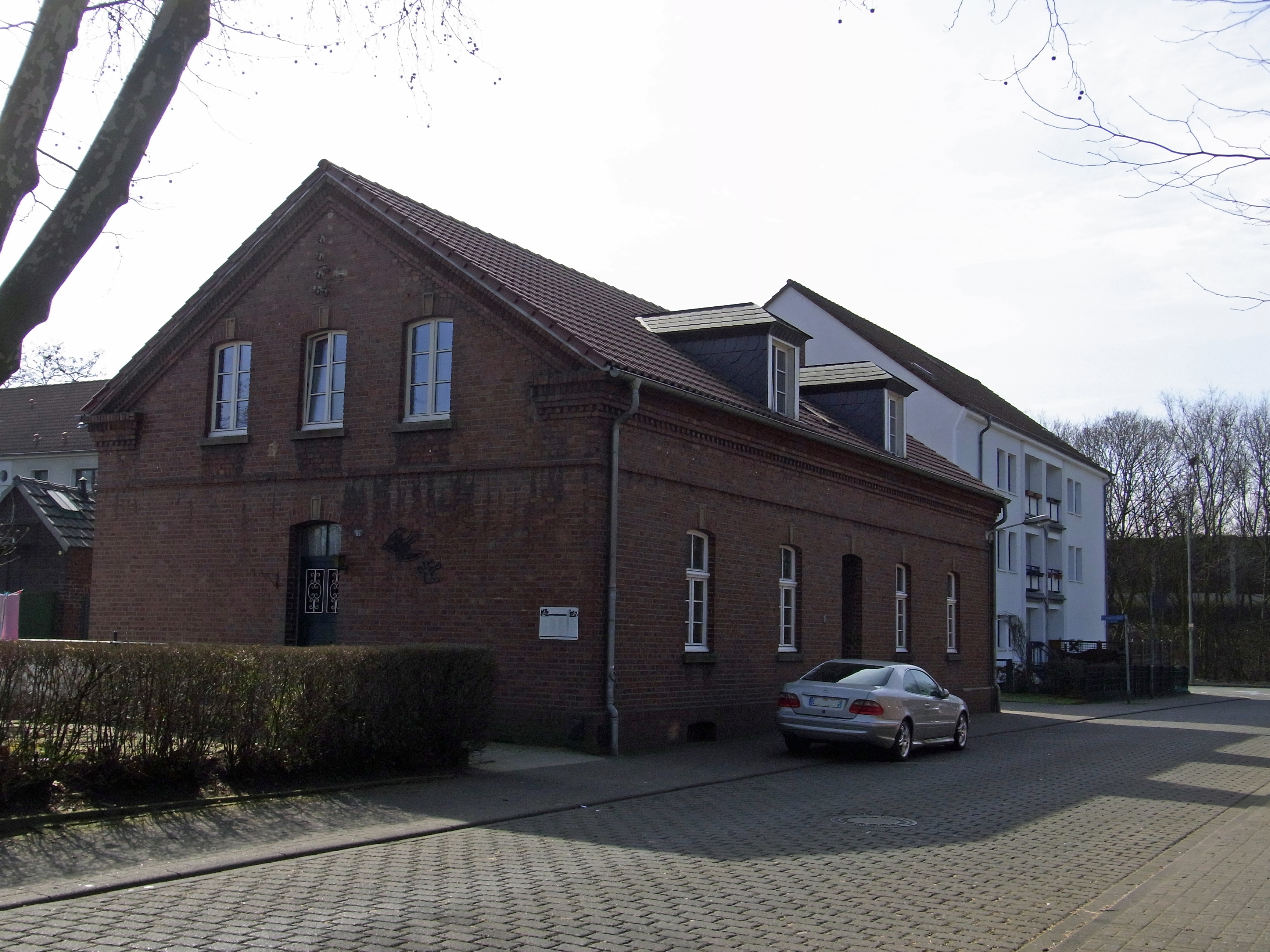
Kreuztyp, Eisenheimer Straße

Werrastraße 10, Baujahr 1898 und Eisenheimer Straße Nr. 5, Baujahr 1902.
Es handelt sich um zwei Hausformen als Ableitung der Variante von 1872. Sie unterscheiden sich lediglich durch die verschiedenen Backsteinornamente. Bei den nach 1900 erbauten Häusern sind sie zurückhaltender.
Die traufständigen, eineinhalbstöckigen Backsteinbauten hatten Hauseingänge an allen vier Seiten. Bei den älteren Häusern findet man ein Backsteinmuster über den Türen, ein mehrstufiges Backsteingesims mit Zahn- und Schrägschnittfriesen unterhalb der Traufe und ein Kassettenfries mit muschelförmigen Füllungen auf den Längsseiten des Halbgeschosses. Im Dachhalbgeschoss befinden sich Dachgauben.
Die jüngeren Häuser haben Stichbogenfenster mit Schlusssteinen aus Zement.
Die einstöckigen Toiletten-/Stall-Backsteingebäude stehen separat.
Dieser Bautypus findet sich auch in anderen Oberhausener Kolonien, wie Stemmersberg, Dunkelschlag und Ripshorster Straße.

### Gärten

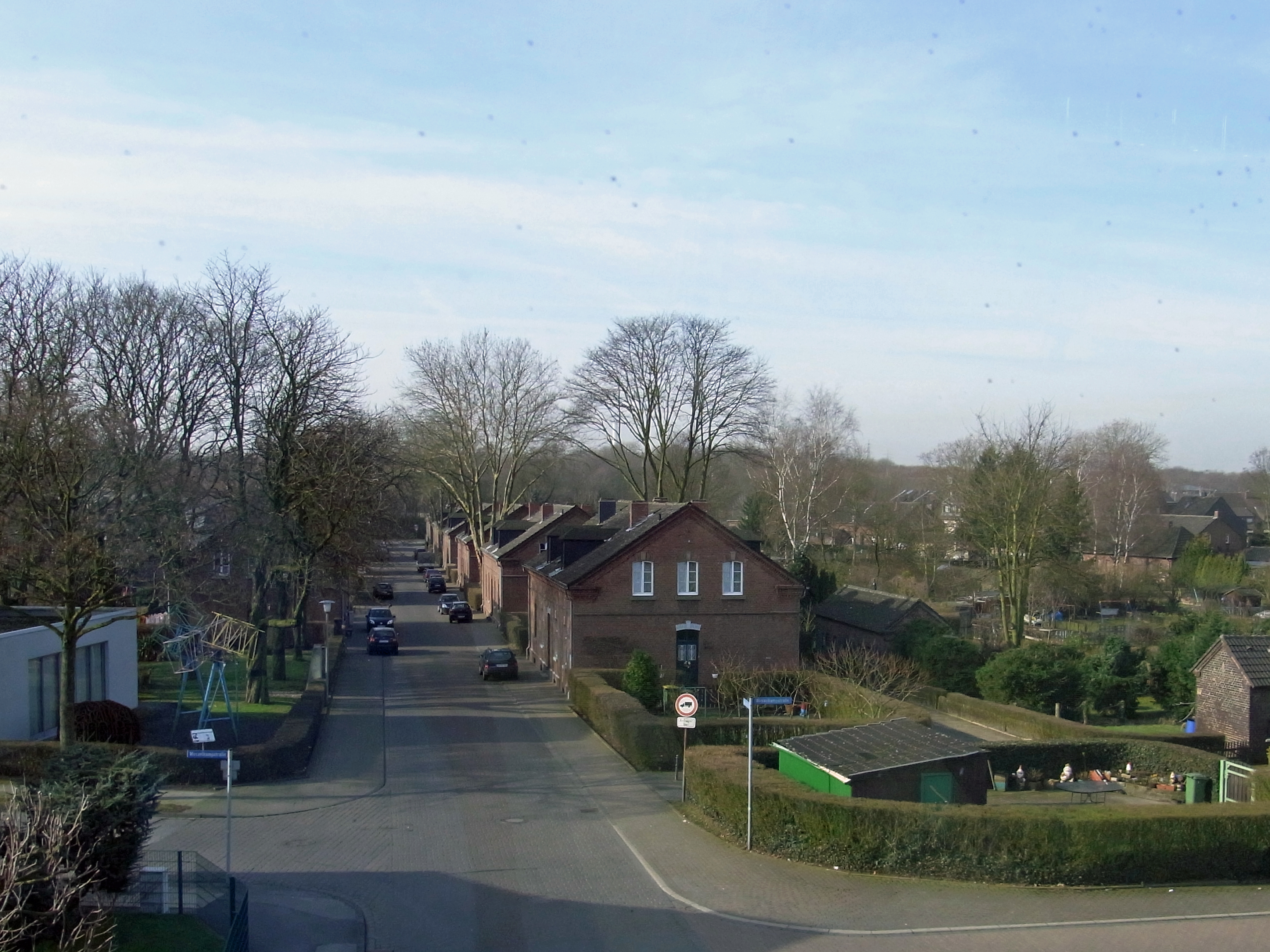
Blick auf die Gärten Eisenheimer/Ecke Kleine Wesselkampstraße

Jeder Familie standen 200 bis 300 m² Land zu. Das Land war aufgeteilt in einen Ziergartenteil und einen Nutzteil. Der Ziergarten befand sich bei den Häusern des neueren Kreuztyps für die Familien in den Kopfteilen der Häuser vor ihrer Haustür. Die Familien mit der Wohnung zur Straße oder zum Hof hatten ihren Ziergarten jeweils seitlich neben dem Stall-/Toilettenhaus. Der Nutzgarten befand sich für jede der Familien in länglichen Streifen hinter dem Stall-/Toilettenhaus. Die Flächen wurden in der Regel von den Frauen und Kindern bewirtschaftet. Zusammen mit den im Stall gehaltenen Nutztieren (Schwein oder Ziege) dienten sie der Selbstversorgung. Hinter dem Stall-/Toilettenhaus befand sich ein Mist-/Komposthaufen für jede Familie.

### Hochbunker

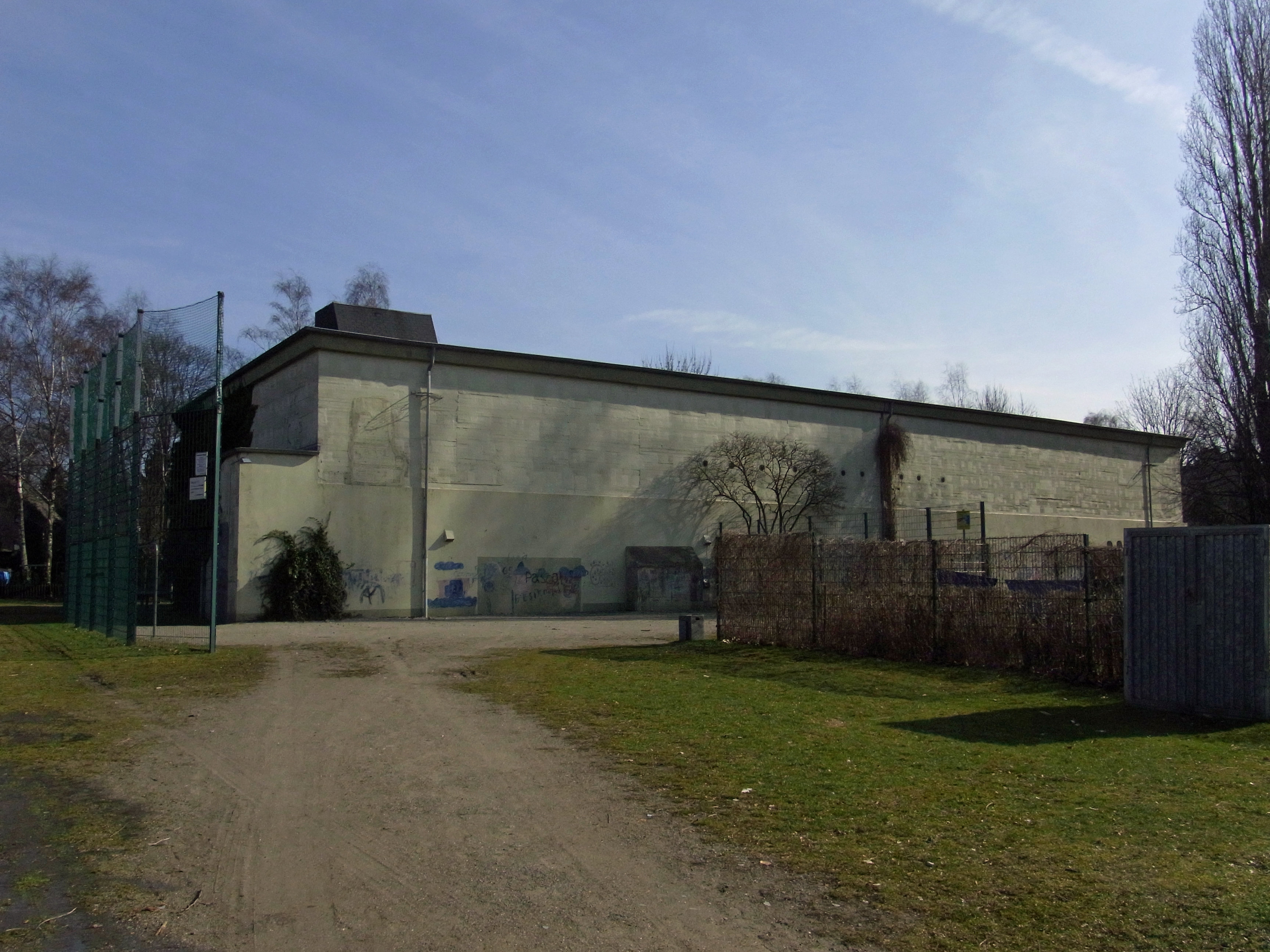
Der Hochbunker

Der Bunker wurde etwa 1942 errichtet. Es handelt sich um einen quaderförmigen, massiven Hochbunker aus Eisenbeton. Am 30. März 1944 um 21:45 wurden 41 Personen, darunter vier Kinder, getötet und 23 Personen verletzt, als eine einzelne Bombe dicht neben dem Bunkereingang einschlug. Die Alarmierung war zu spät erfolgt und die Bombe stammte von einem vermutlich vereinzelt fliegenden Bomber. Nach dem Krieg diente der Bunker bis in die 1950er-Jahre als Notunterkunft für ausgebombte Familien. Danach wurde er kurzfristig für eine Champignonzucht verwendet. In den Zeiten der Arbeiterinitiative wurde mit einem Bauunternehmer verabredet, dass er rundum Erde aufschütten sollte. Für die Kinder war das ein szenisches Gelände und im Winter eine Rodelbahn. Aber das Bundesvermögensamt bestand auf eine komplette Freiräumung. Für einen Betrag in unbekannter Höhe wurde der gesamte Bunker wieder funktionstüchtig gemacht. Die Eisenheimer sagen, dass der Betrag so hoch gewesen sei, wie die gesamten Kosten der Sanierung der Siedlung.

### Die Waschhäuser

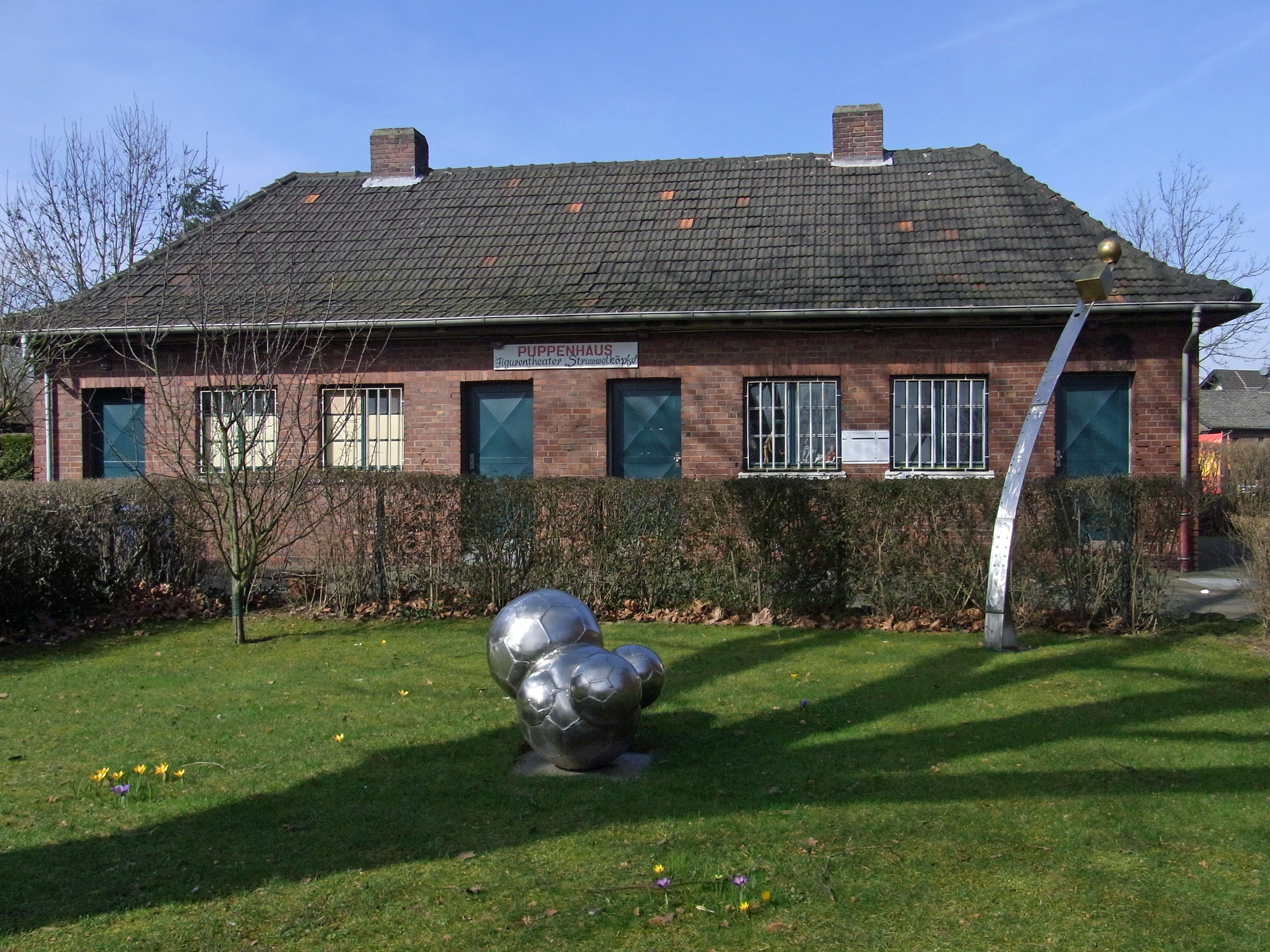
Das Kinderhaus in der Eisenheimer Straße

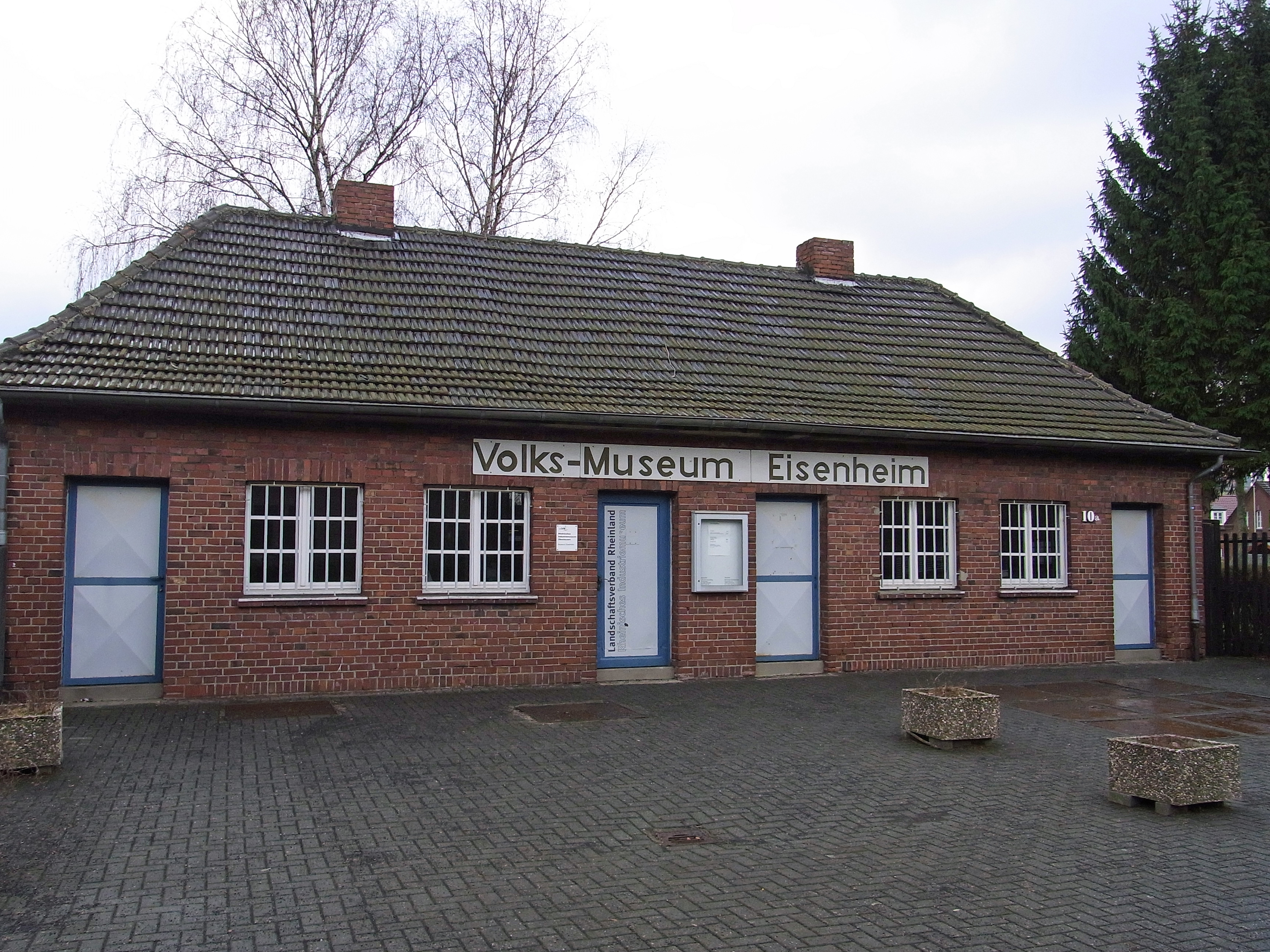
Das Volksmuseum in der Berliner Straße

Die Waschhäuser wurden im Jahr 1952 erbaut. Es sind eingeschossige Backsteinbauten mit Walmdach. Die vier Eingangstüren führten zu jeweils hintereinander liegenden Wasch- und Trockenräumen. Die Gesamtfläche beträgt 128 m².
Werrastraße
Dieses Haus wurde 1974 als Volkshaus ausgebaut. Es diente als Versammlungs- und Gemeinschaftshaus und als Tagungsraum des Quartierrates. Es wurde am 30. November 1974 in Anwesenheit des Zukunftsforschers Robert Jungk eingeweiht, der dabei eine Zukunftswerkstatt einrichtete. Das Volkshaus diente und dient aber auch für Familienfeiern, Basaren und anderen Freizeitveranstaltungen. Zeitweilig war es auch Büro des Volksblattes, einer Zeitung für Bürgerinitiativen. Im Vorgarten befinden sich Kunstwerke des Bergarbeiterkünstlers Karl Falk († 1978).
Eisenheimer Straße
Zunächst wurde dieses Haus als Jugendhaus genutzt. Später wurde das Kinderhaus hierher verlegt, wodurch der im Krieg zerstörte Kindergarten eine von den Eisenheimern selbstverwaltete Nachfolgeeinrichtung erhielt.
Berliner Straße
Das Waschhaus wurde 1968 außer Betrieb genommen. Ende der 1970er-Jahre wurde es in ein Museum umgebaut. Mit den Möbeln eines Nachlasses wurde eine Arbeiterwohnung eingerichtet, Ende der 1980er-Jahre wurde das Museum in das LVR-Industriemuseum Oberhausen eingegliedert. Es wurde völlig neu konzipiert und enthält heute die Ausstellung Eisenheim. Gründung, und Ausbau, Niedergang und Neubeginn der ältesten Arbeitersiedlung im Ruhrgebiet.

### Der Blaue Turm

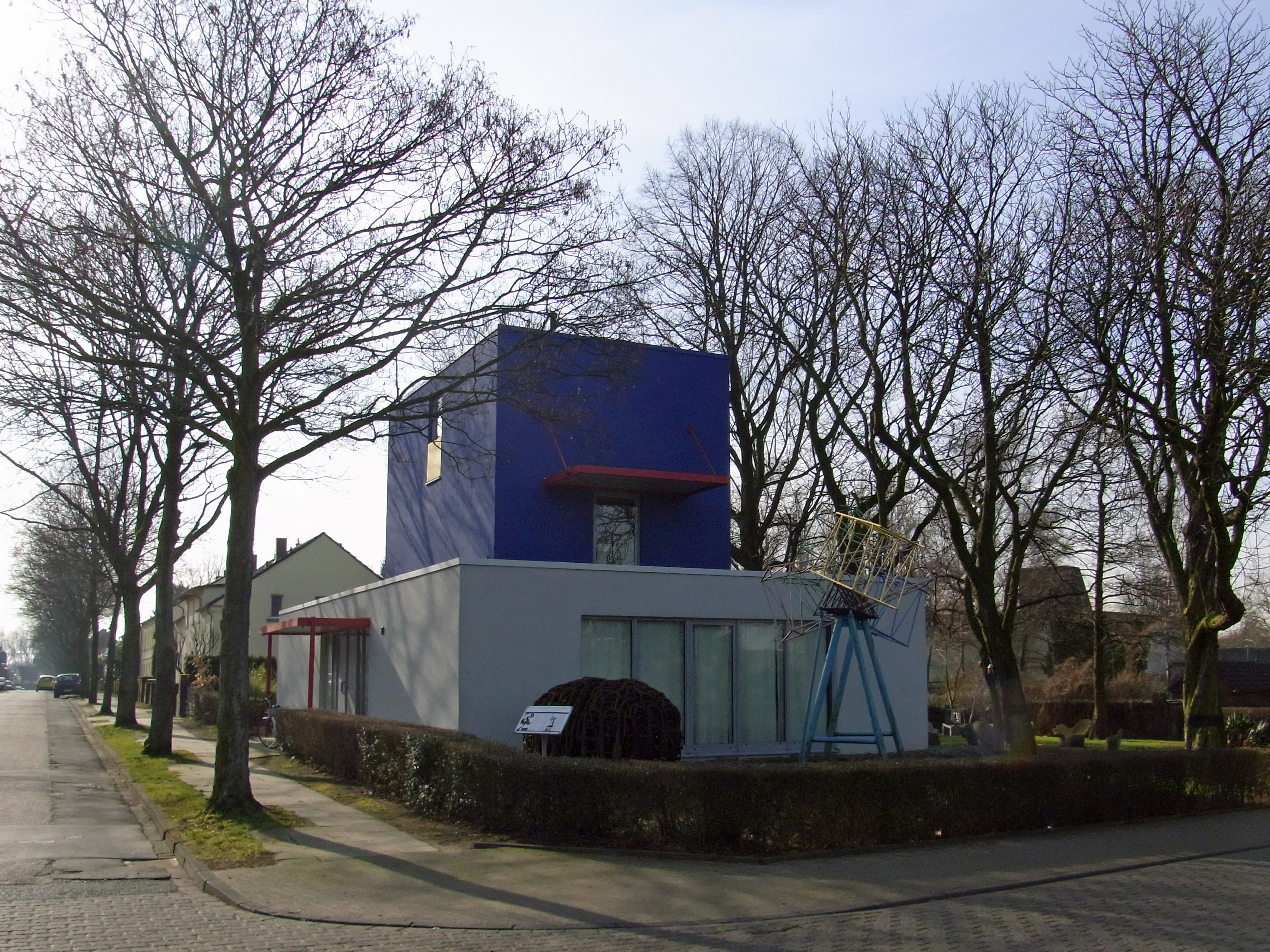
Der Blaue Turm

An der Ecke Eisenheimer Straße/Wesselkampstraße stand zunächst ein Zechenhaus der letzten Ausbaustufe. 1911 erbaute die Gutehoffnungshütte zu ihrem hundertjährigen Jubiläum in verschiedenen Zechen mehrere Kinderhäuser. Ein Foto aus den 1930er-Jahren lässt darauf schließen, dass das ursprüngliche Haus durch einen Anbau und weitere Umbauten stark vergrößert wurde. Es handelte sich um ein doppelgiebeliges, eineinhalbstöckiges Backsteinhaus, an dessen Rückwand sich ein wintergartenähnlicher Anbau befand. Zwei Erzieherinnen betreuten rund fünfzig bis sechzig Kinder. Der Kindergarten wurde im Zweiten Weltkrieg zerstört.
Im Jahr 2003 erbauten Roland und Janne Günter auf dem Grundstück den „Blauen Turm der vielen Bücher“. Er entstand in Teamarbeit unter anderem mit dem Architekten Bernhard Küppers, dem ehemaligen Stadtbaumeister Bottrops und Architekten des dortigen Albers-Museum „Quadrat“.
Neben der Bibliothek entstand der „Garten der Dichter“ gestaltet von Herman Prigann mit Texten des Dichters und Drehbuchautors Tonino Guerra.
Die Bibliothek stellt die Arbeitsstätte des Autorenehepaars Günter dar und steht für kleinere Konferenzen zur Verfügung. Die 25.000 Bände sowie das Archiv mit den Schwerpunkten Eisenheim, Bürgerinitiativen, Denkmalpflege, Industriekultur und Fotosammlung stehen nationalen und internationalen Studiengästen zur Verfügung. Die Bibliothek sieht sich in der Tradition der kulturgeschichtlichen Bibliothek des Aby Warburgs.
Das Gebäude steht im bewussten Kontrast zu den umgebenden Gebäuden, gemäß den Möglichkeiten der Denkmalpflege, die es gestatten, dass Neubauten nicht imitieren, sondern kontrastieren sollen. Dabei soll die Qualität des Gebäudes verhindern, dass das Gebäude als störend empfunden wird. Stattdessen soll eine nachdenkliche Spannung erzeugt werden. Die Bibliothek nimmt die Tradition der Nachkriegswiederanknüpfung an das Bauhaus auf. Die großen Scheibenflächen sollen Unendlichkeit und Offenheit vermitteln.

„Offenheit ist der wichtigste Charakter der Siedlung Eisenheim. Offenheit ist hier ein Manifest gegen Isolierung, Verbarrikadieren, Abschotten, Einsamkeit. Ein Aufruf: Nachbarschaft, Miteinander, Solidarität, voneinander lernen, mit-menschlich erleben, auch ‚liebe deinen Nächsten‘ – ein uralter und zugleich zukunftsverheißender Satz.“